# Mercedes-Benz Classe SL/SLC (Type 107)
La Mercedes-Benz R 107 est un roadster biplace, avec strapontins arrière en option. Le modèle sœur, la C 107, a un empattement plus long que le roadster et il s’agit d’un coupé cinq places avec deux grand sièges à l’avant et une banquette à l’arrière qui ne peut être utilisée que dans une mesure limitée. Les voitures appartiennent à la gamme SL de Mercedes-Benz.

## Histoire

### Général

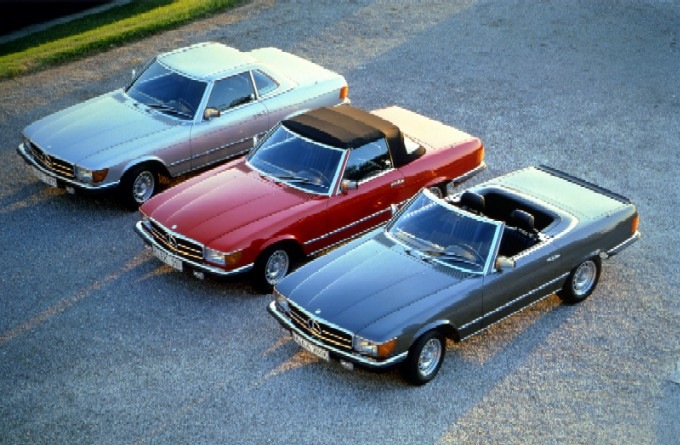
SL ouverte et fermée ainsi qu’avec un toit rigide.

La SL Type 107, qui est arrivée sur le marché en 1971 en tant que successeur de la soi-disante « Pagode » (Mercedes-Benz W 113), a établi une nouvelle ligne de design chez Mercedes-Benz avec les phares H4 à large bande et le grand feux arrière nervuré. Une légère forme en coin indiquait une aérodynamique améliorée. Le designer responsable de cette gamme était à nouveau Friedrich Geiger, qui était déjà responsable de création intemporelle comme la 300 SL (y compris le roadster) et la Mercedes-Benz 500 K. L’apparition de la R 107 a défini le style du design Mercedes-Benz pour les années 1970. De nombreux détails se retrouvent également dans la Classe S présentée en 1972, la Mercedes-Benz W 116.
Comme pour le modèle précédent, les États-Unis étaient le plus grand marché de vente. La plupart des véhicules étaient équipés de moteurs V8 à gros volume. Le montant A a été conçu pour être particulièrement résistant aux tonneaux et un airbag était disponible à partir de 1982. Avec les 450 SLC, 450 SLC 5.0 et 500 SLC, Daimler-Benz a participé à de grands rallyes à la fin des années 1970, comme la Vuelta à la America del Sud longue de 30 000 km (1977), le Rallye Safari (1979) et le Rallye de Côte d'Ivoire (1979/1980).
Un modèle successeur a été développé au début des années 1980, mais il a été abandonné au profit des gammes W 124 et W 201 de la catégorie des familiales routière. En conséquence, la gamme R 107 est restée disponible pendant 18 ans au total. La successeur de la SL (R 107) fut la R 129 présentée en 1989, la successeur officielle de la SLC (C 107) fut la SEC Type 126 présentée en 1981.

### Variantes SL (1971-1985)

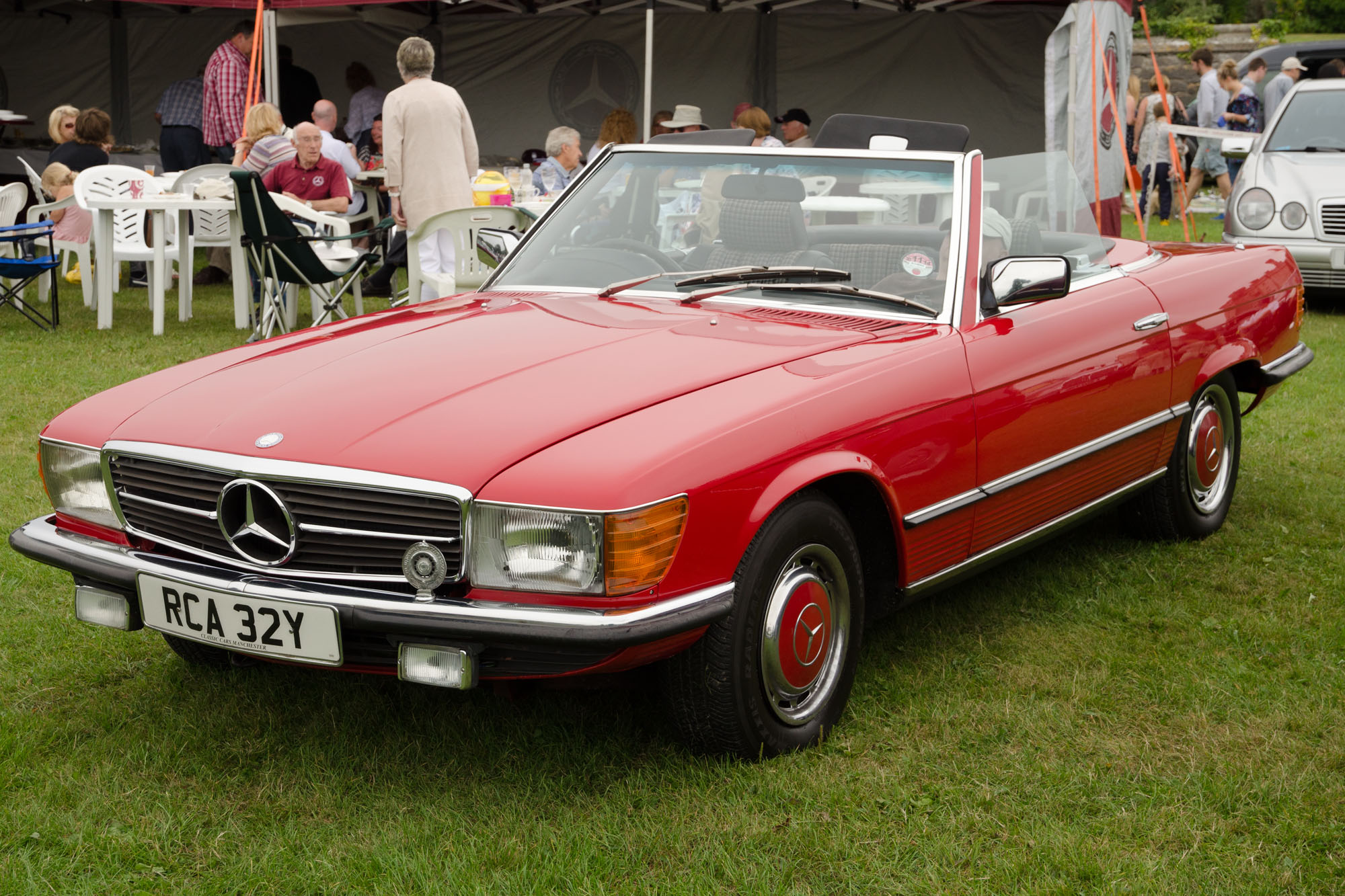
280 SL (1983).
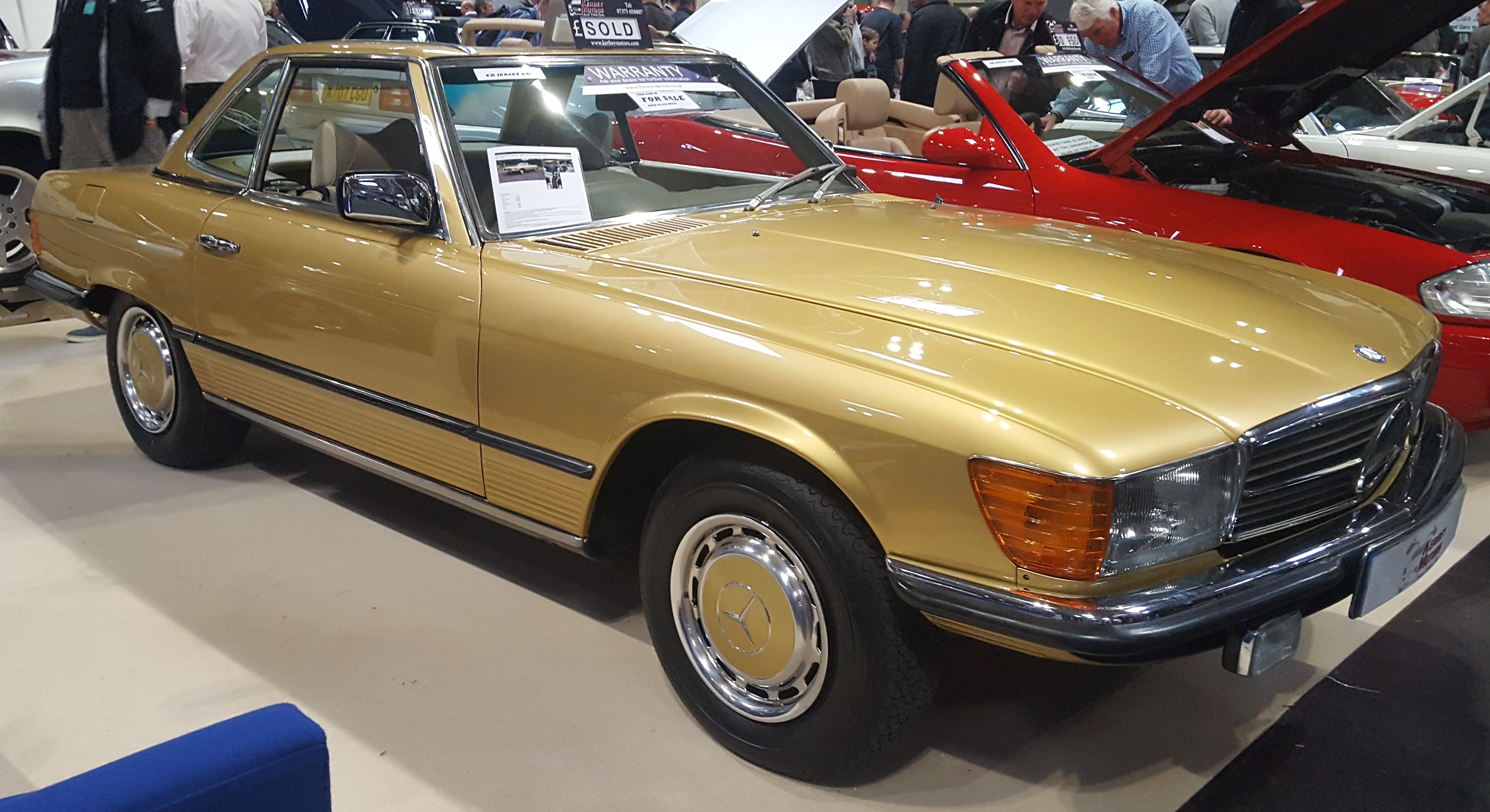
350 SL avec toit rigide (1978).
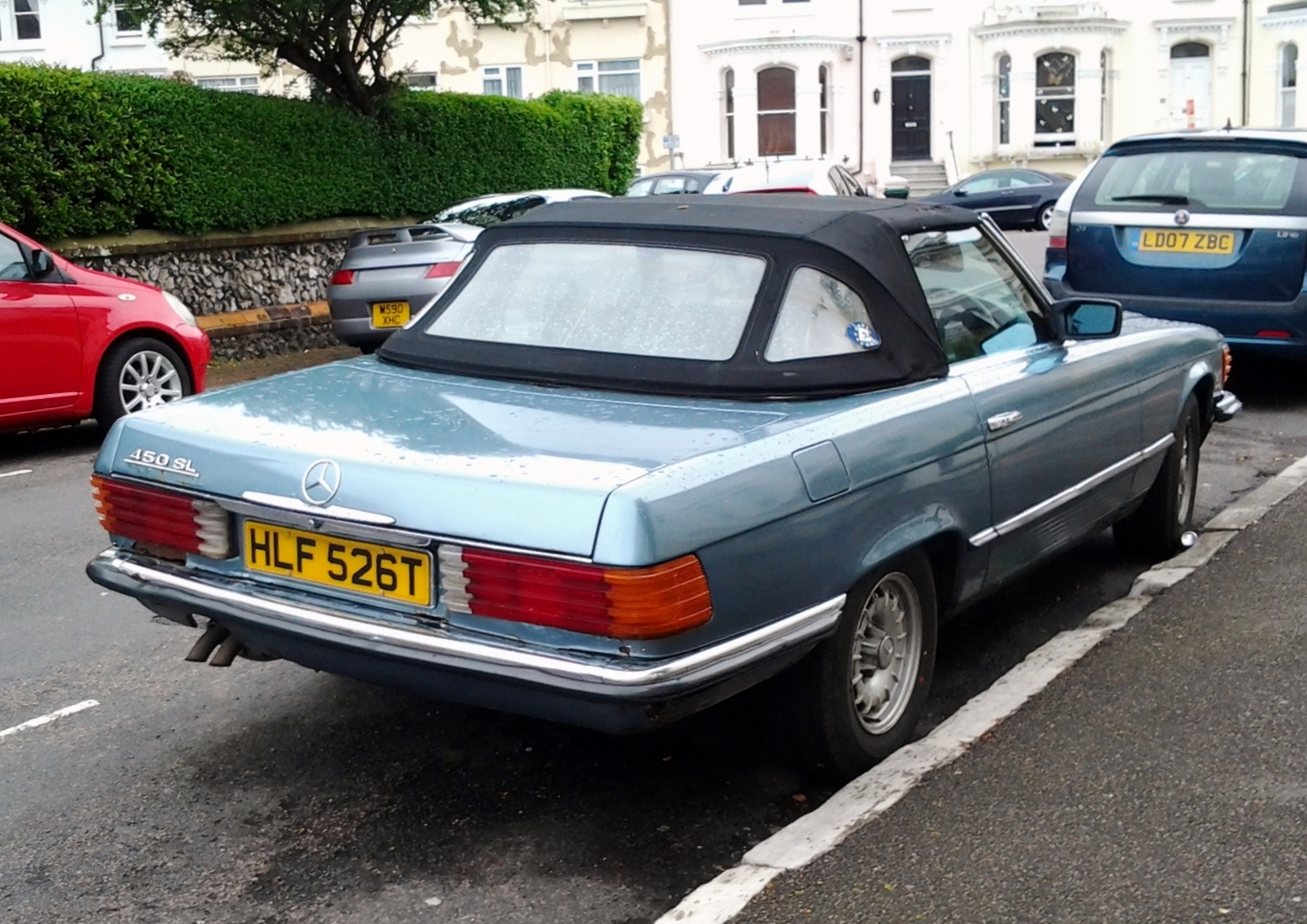
450 SL avec toit fermé.
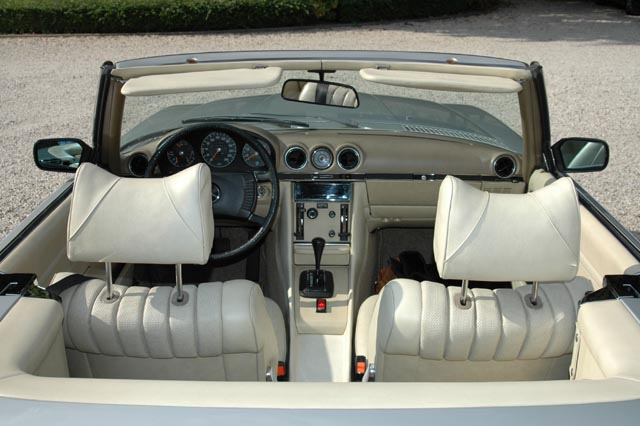
Intérieur d’une 450 SL (1973).

### Variantes SL (1985-1989)
La 107 roadster a été fortement révisée au fil des ans. Tout comme les motorisations des Classe S de l’époque, la R 107 a également été soumise à des modifications constantes afin de s’adapter à l’évolution des réglementations environnementales. Les performances et la cylindrée ont également changé plusieurs fois. En 1985, la Mercedes-Benz R 107 largement révisée était probablement le seul roadster deux places qui pouvait éventuellement être équipée de strapontins à l’arrière. Dès lors, les véhicules pouvaient être livrés aux clients avec un convertisseur catalytique si désiré. Le convertisseur catalytique est ensuite entré en production en série 1986 et ce composant était expressément requis à partir de 1989. À partir de 1989, les versions de modèle sans convertisseur catalytique ne pouvaient plus être livrées. Ces modèles de véhicules étaient connus sous le nom de version RÜF à partir de 1987, car il s’agissait de véhicules dits de modernisation dont le convertisseur catalytique pouvait être retiré en cas d’urgence.
La Mercedes-Benz R 107 était produite à Sindelfingen jusqu’en 1989, la successeur était fabriquée à Brême à partir de 1989.

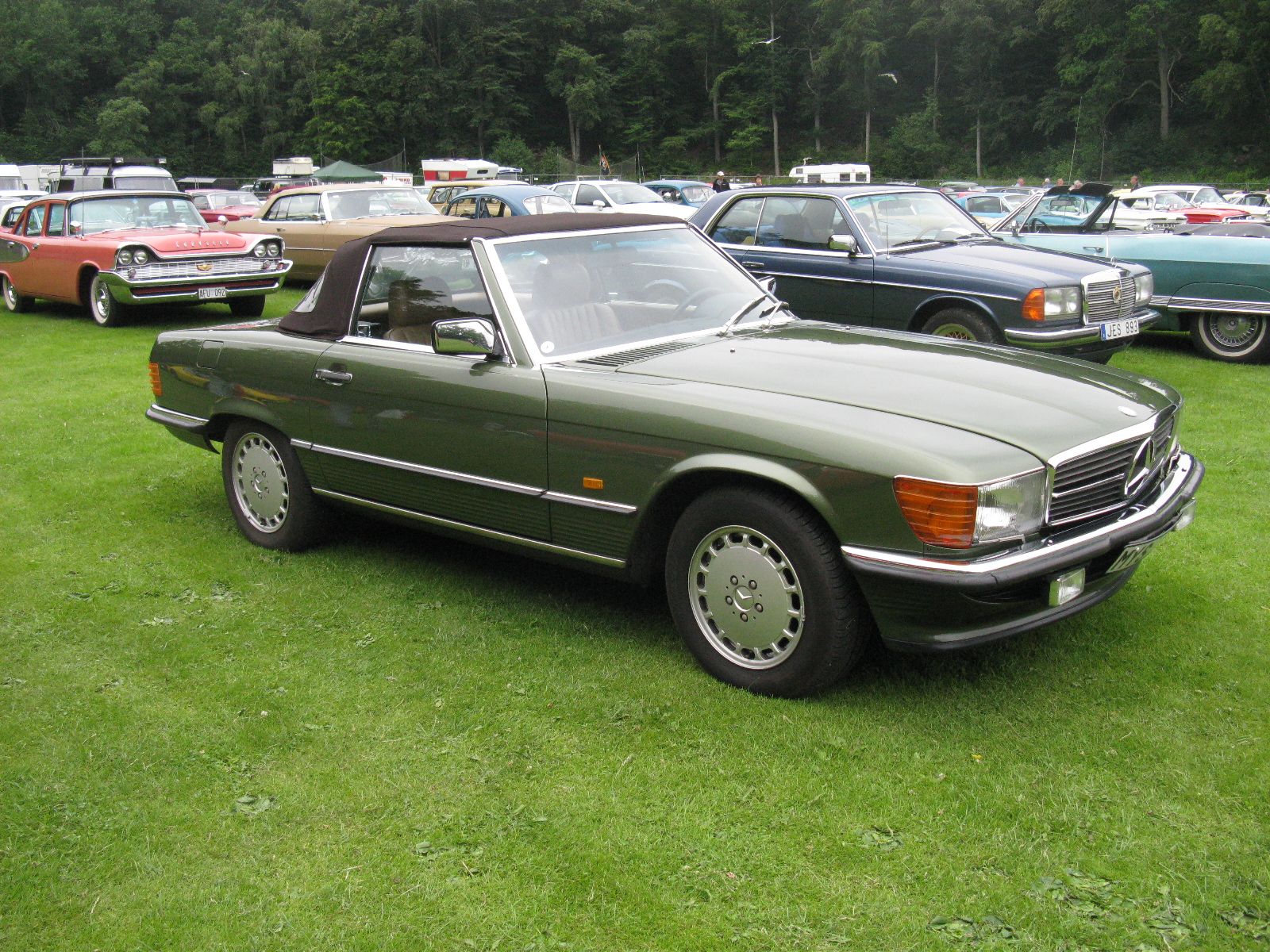
Mercedes-Benz 420 SL.
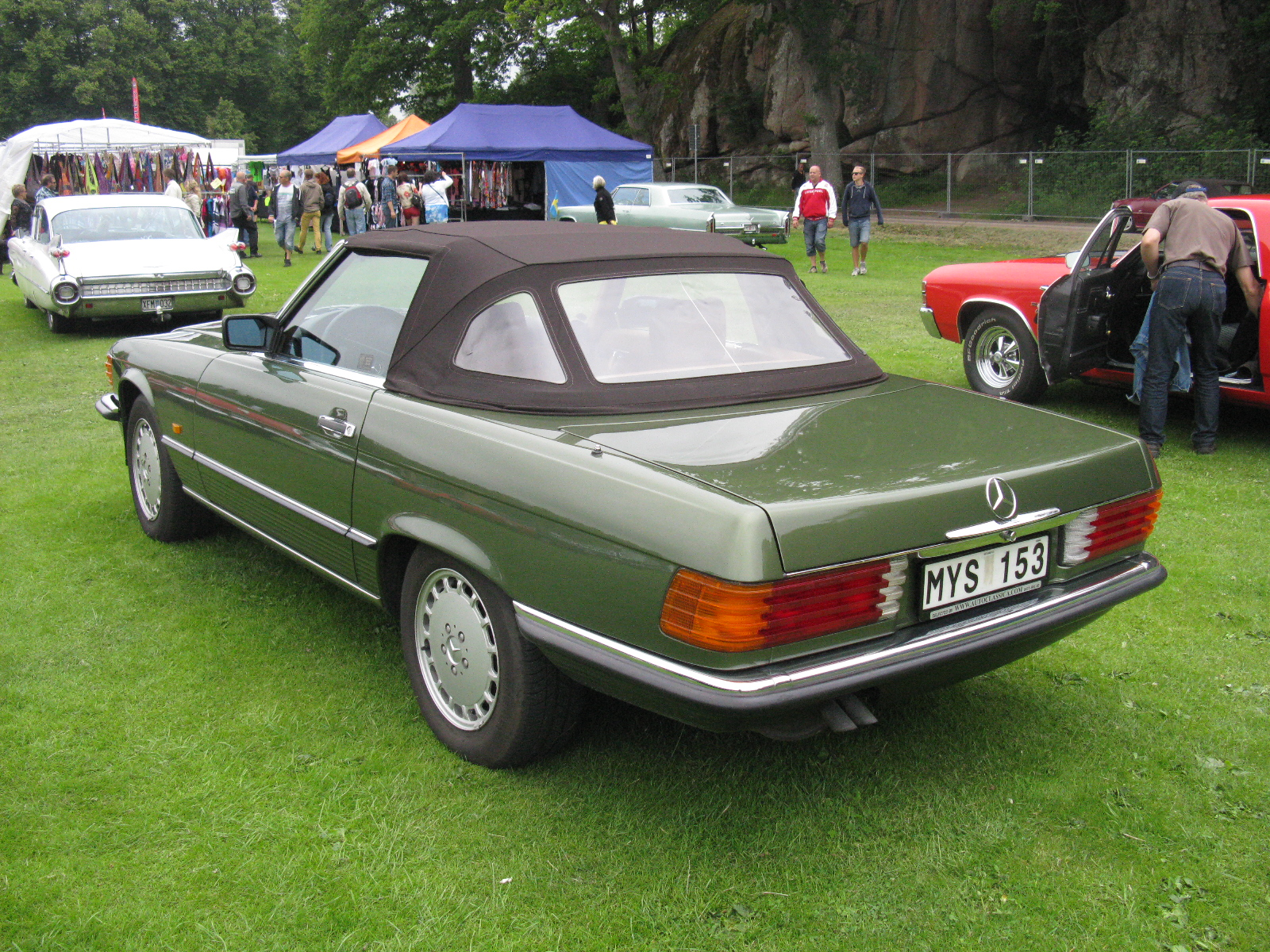
Mercedes-Benz 420 SL, vue arrière.
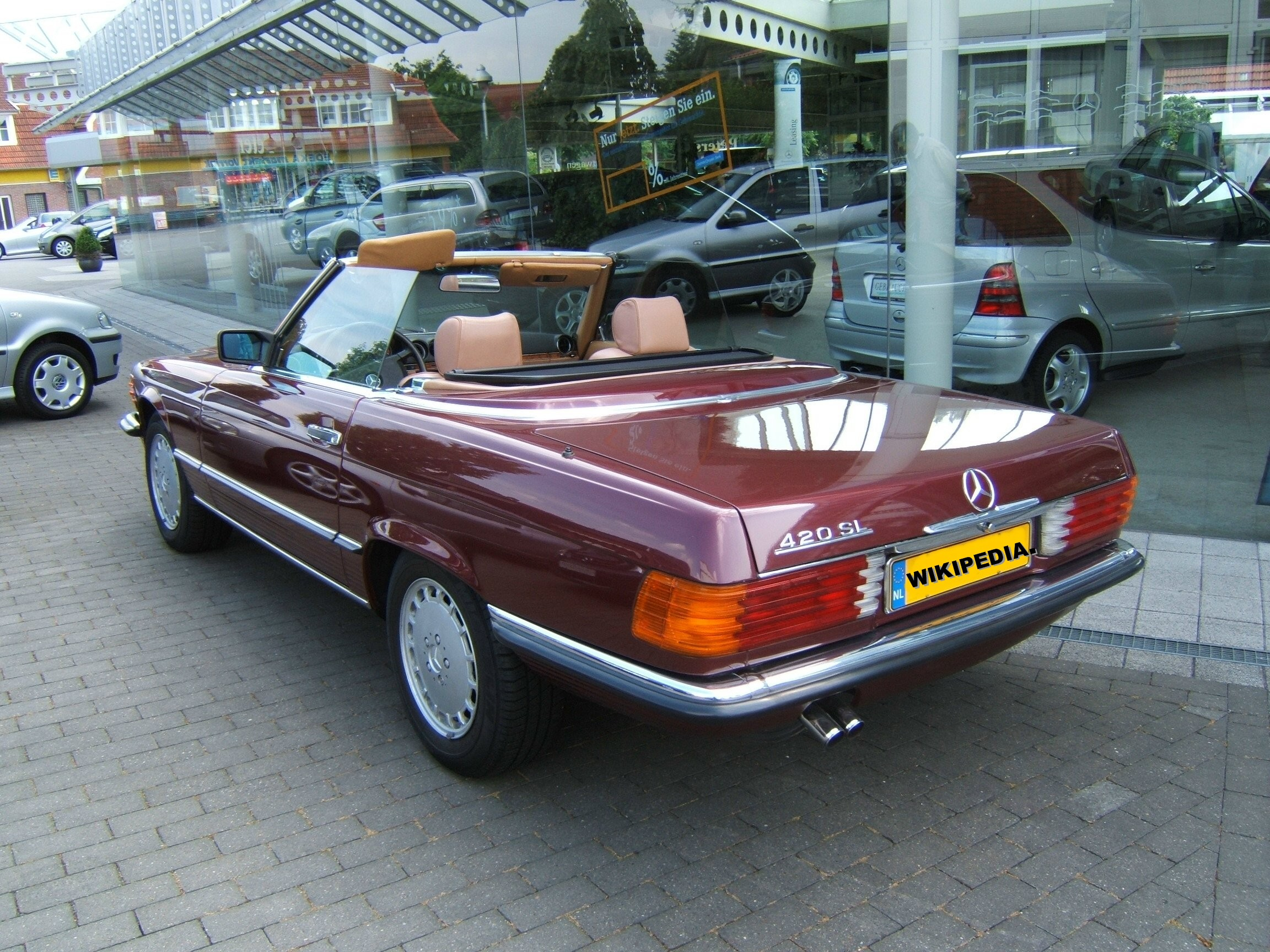
Mercedes-Benz 420 SL, vue arrière, ouverte.
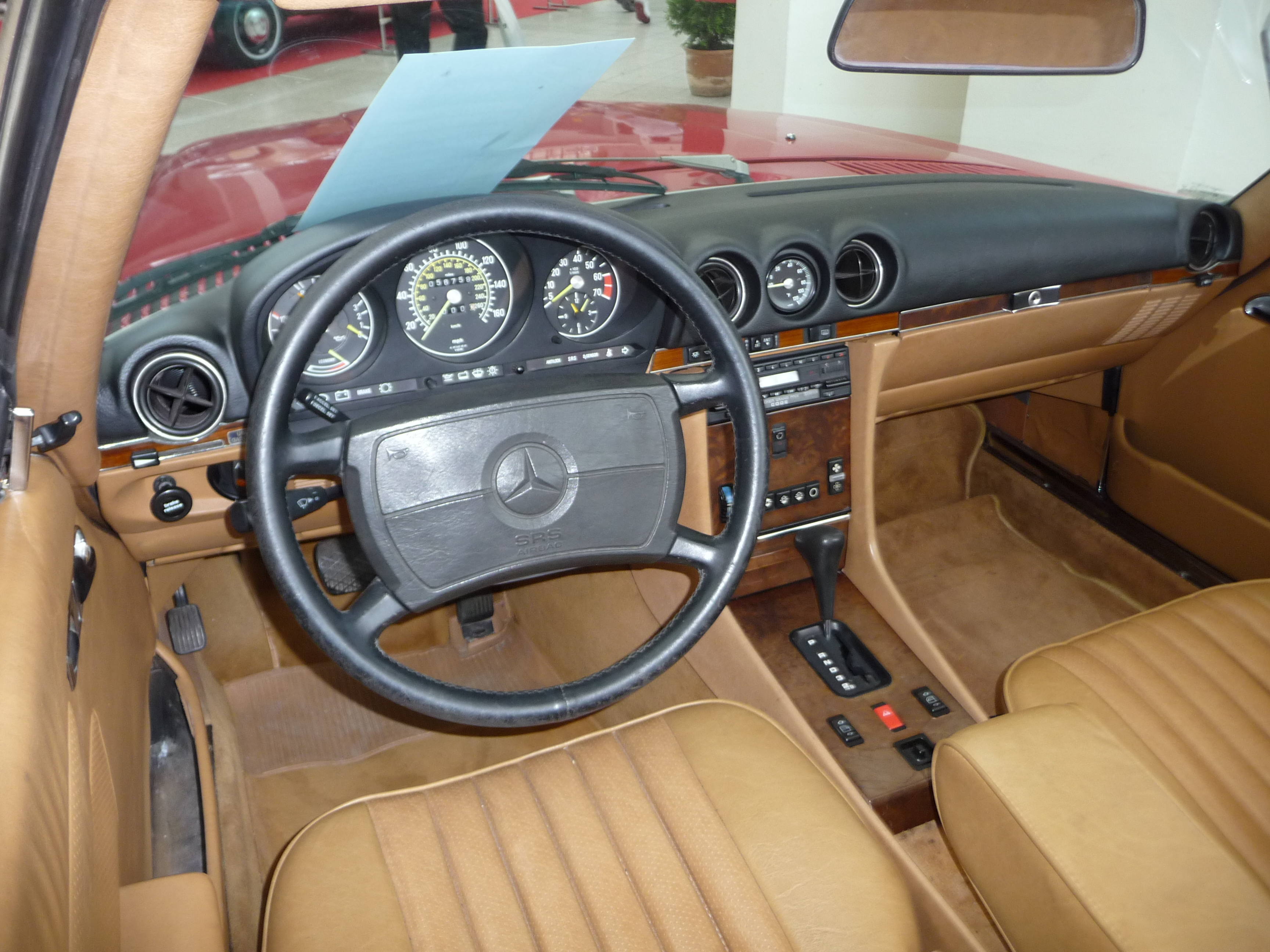
Tableau de bord de la R 107 avec volant avec airbag.
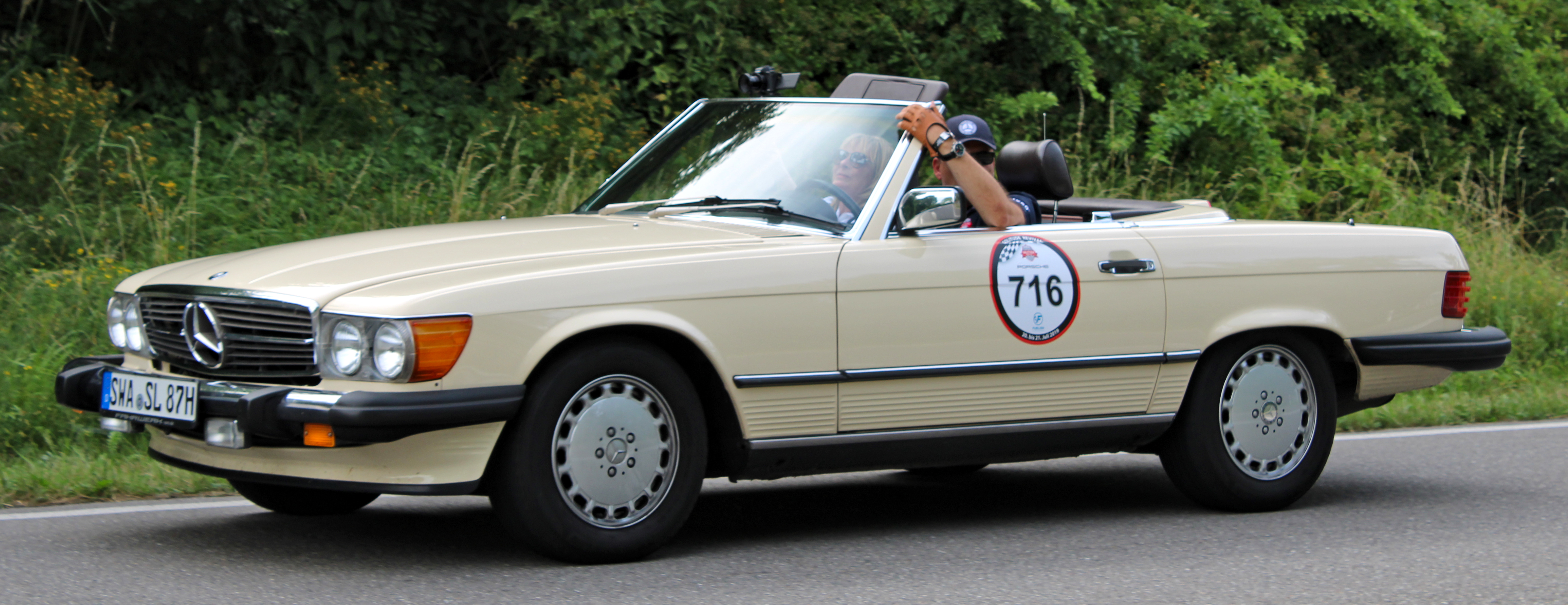
R 107 version américaine.
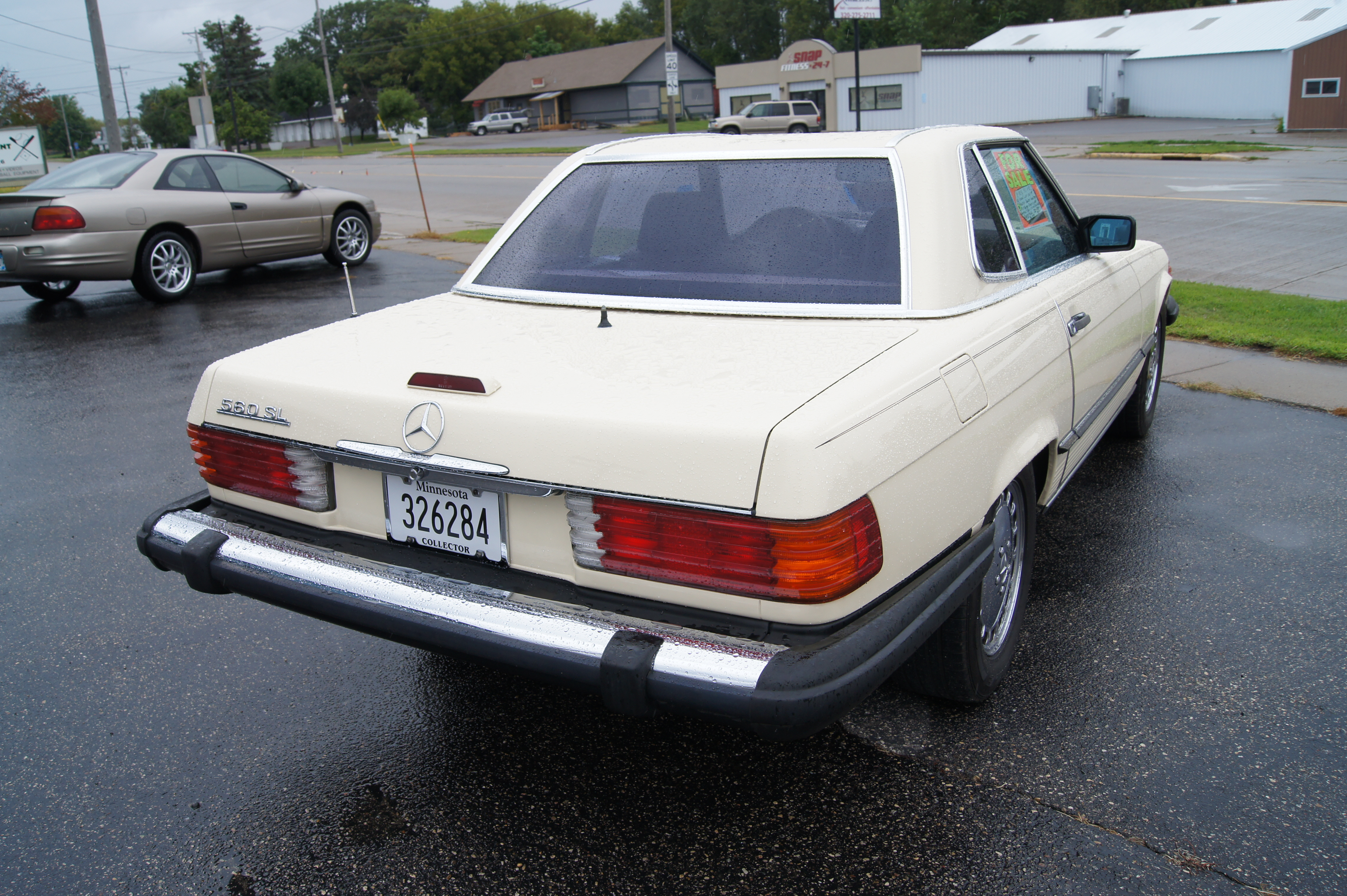
R 107 version américaine, vue arrière.
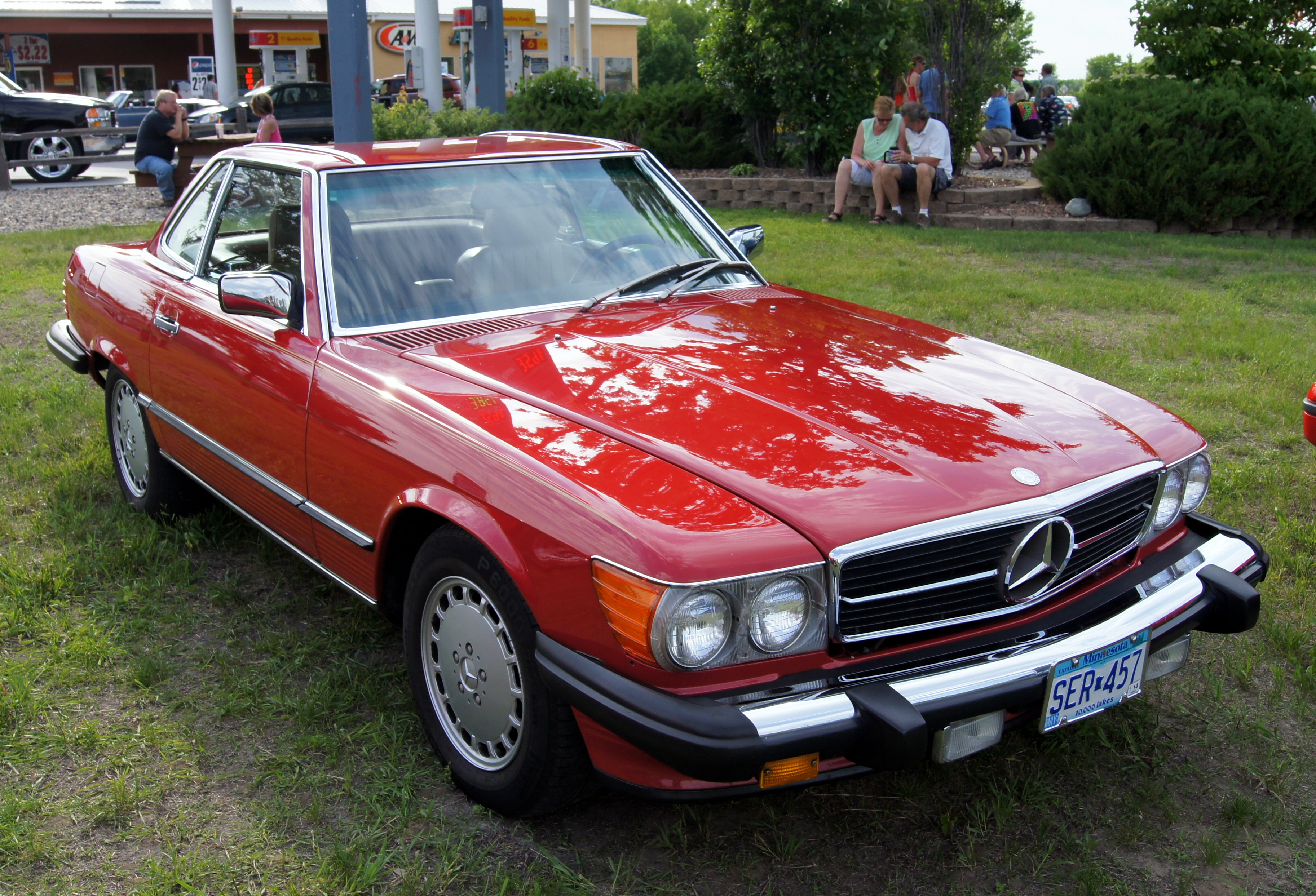
560 SL (version américaine).
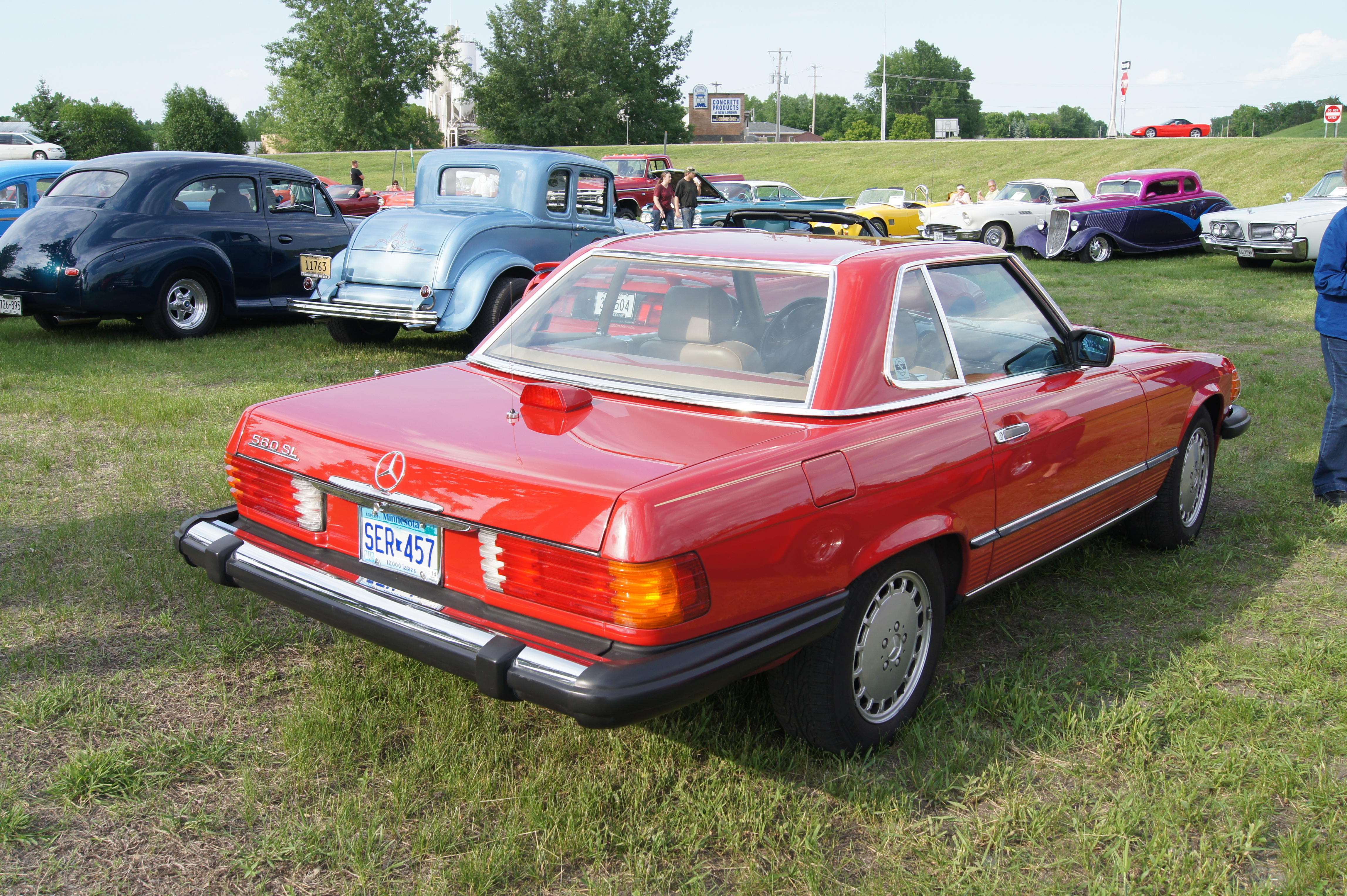
560 SL (version américaine).

### Variantes SLC (1971-1981)
Basé sur la gamme W 111 « aileron arrière », Daimler-Benz a présenté à la fois un coupé et un cabriolet en 1961, qui devait être suivi d’un nouveau modèle après une période de construction raisonnable. Cependant, la base suivante, la nouvelle Classe S, qui mûrissait lentement, n’était pas disponible à temps pour présenter un coupé basé sur elle au début des années 1970. La base de la SL a donc été utilisée, d’autant plus qu’un design bien développé par Karl Wilfert attendait déjà d’être réalisé dans l’atelier des prototypes de Sindelfingen. La désignation d’usine était donc C 107.
La SLC, appellation officielle du coupé sport, a été présentée en première au Mondial de l'Automobile de Paris en octobre 1971. Son extérieur est identique à celui du roadster jusqu’au pare-brise. Le toit plat s’étend au-dessus de l’habitacle à cinq places, qui se termine par une lunette arrière étonnamment grande, fortement incurvée et très inclinée. Cela donne, à son tour, à l’arrière une longueur relativement grande. Le couvercle du coffre a un contour légèrement convexe. Sur le roadster, en revanche, le couvercle du coffre a une forme concave qui suit le toit rigide en forme de pagode, qui a donné son nom au modèle précédent, la W 113. Vue de côté, la longueur est augmentée par un empattement plus large, 2 820 millimètres contre 2 460 millimètres, et aussi par la ligne des vitres latérales, qui, comme d’habitude avec un coupé Mercedes-Benz, peuvent être complètement abaissées sans pilier B gênant. Avec la SLC, cependant, il y avait une difficulté avec cette question : la courte distance entre la porte et le passage de roue arrière nécessitait un mécanisme oscillo-battant compliqué et donc potentiellement sujet aux pannes pour abaisser complètement les vitres latérales arrière. Le moyen de sortir de ce dilemme était le style plus tard non sans controverse, mais très distinctif, de Karl Wilfert, des « persiennes » à double vitrage avec des lamelles intégrées, qui divisent la fenêtre latérale et la réduisent de sorte que la partie avant mobile puisse être complètement abaissée. Les vitres latérales à persiennes ainsi que les feux arrière cannelés sont une idée de Pininfarina et ont été vus pour la première fois sur une étude en 1967.
Pour la première fois, la trousse de secours standard était rangée dans un renfoncement spécial sous la lunette arrière de cette voiture, un modèle pour de nombreux modèles Mercedes-Benz ultérieurs jusqu’en 1995. La SLC a été proposée de 1971 à 1981, d’abord uniquement sous le nom de 350 SLC, puis sous le nom de 450 SLC à partir de 3/1973, sous le nom de 280 SLC à partir de 1974, sous le nom de 380 SLC de 8/80 à 7/81 et la dernière année, en tant que 450 SLC 5.0 à partir de 8/1977 et aussi en tant que 500 SLC seulement la dernière année, avec les mêmes moteurs et équipements de transmission que le roadster. Il n’y avait pas de 420 SLC, car à cette époque, les modèles coupés de la gamme W 126 étaient déjà sur le marché. Une exception était la 450 SLC 5.0 de 1978 à 1980, dans laquelle le nouveau V8 de cinq litres en alliage léger a été initialement lancé. De plus, pour la première fois sur la Type 107, cette voiture a un aileron avant et une lèvre en caoutchouc en tant qu’aileron arrière.
La valeur cx de la SLC s’est avérée nettement meilleure que celle de la SL, de sorte que malgré un poids supplémentaire de 45 à 50 kilogrammes, elle obtenait des performances de conduite légèrement meilleures. Au cours de ses dix années d’existence, la SLC a trouvé un total de 62 888 acheteurs.

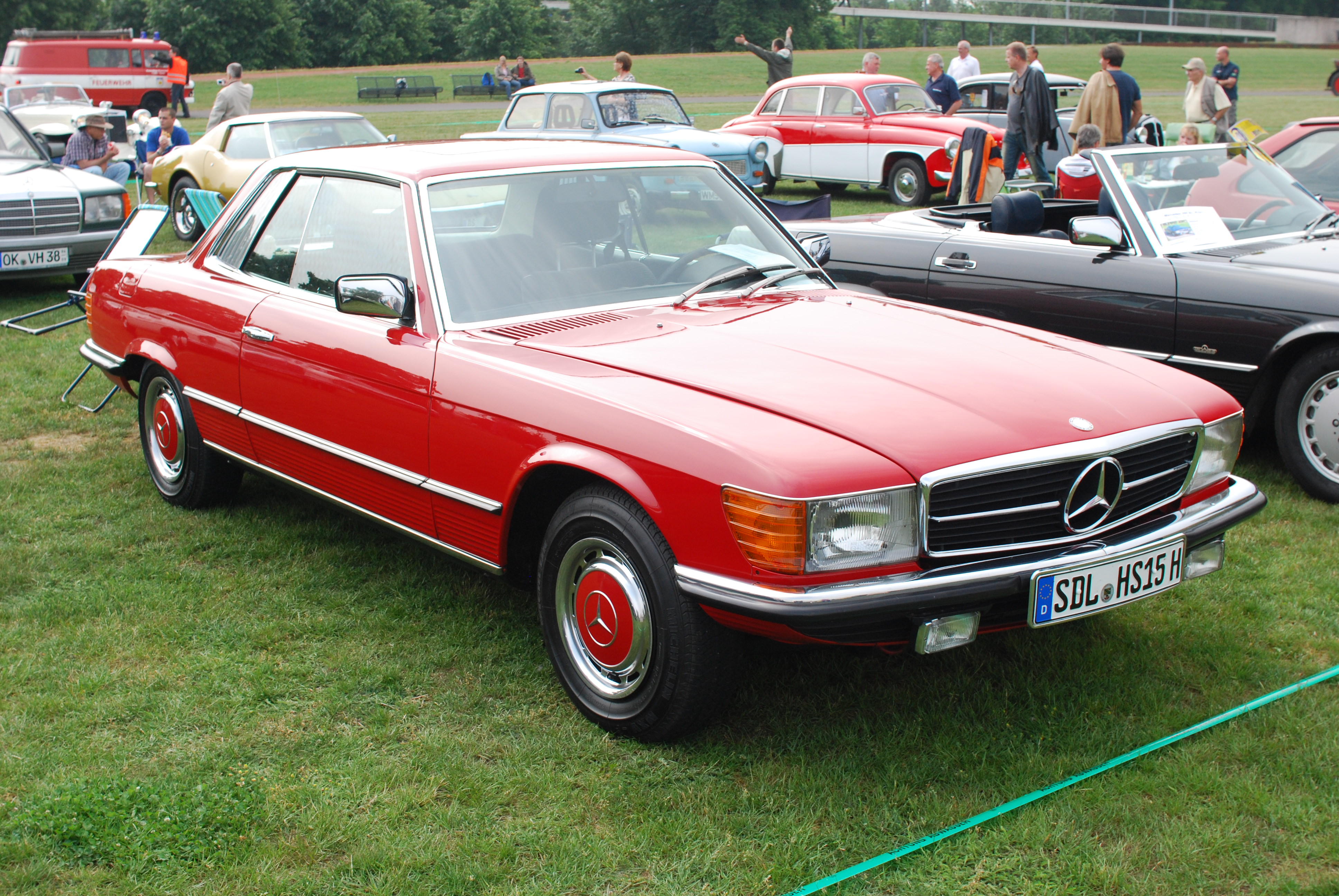
450 SLC (1979).
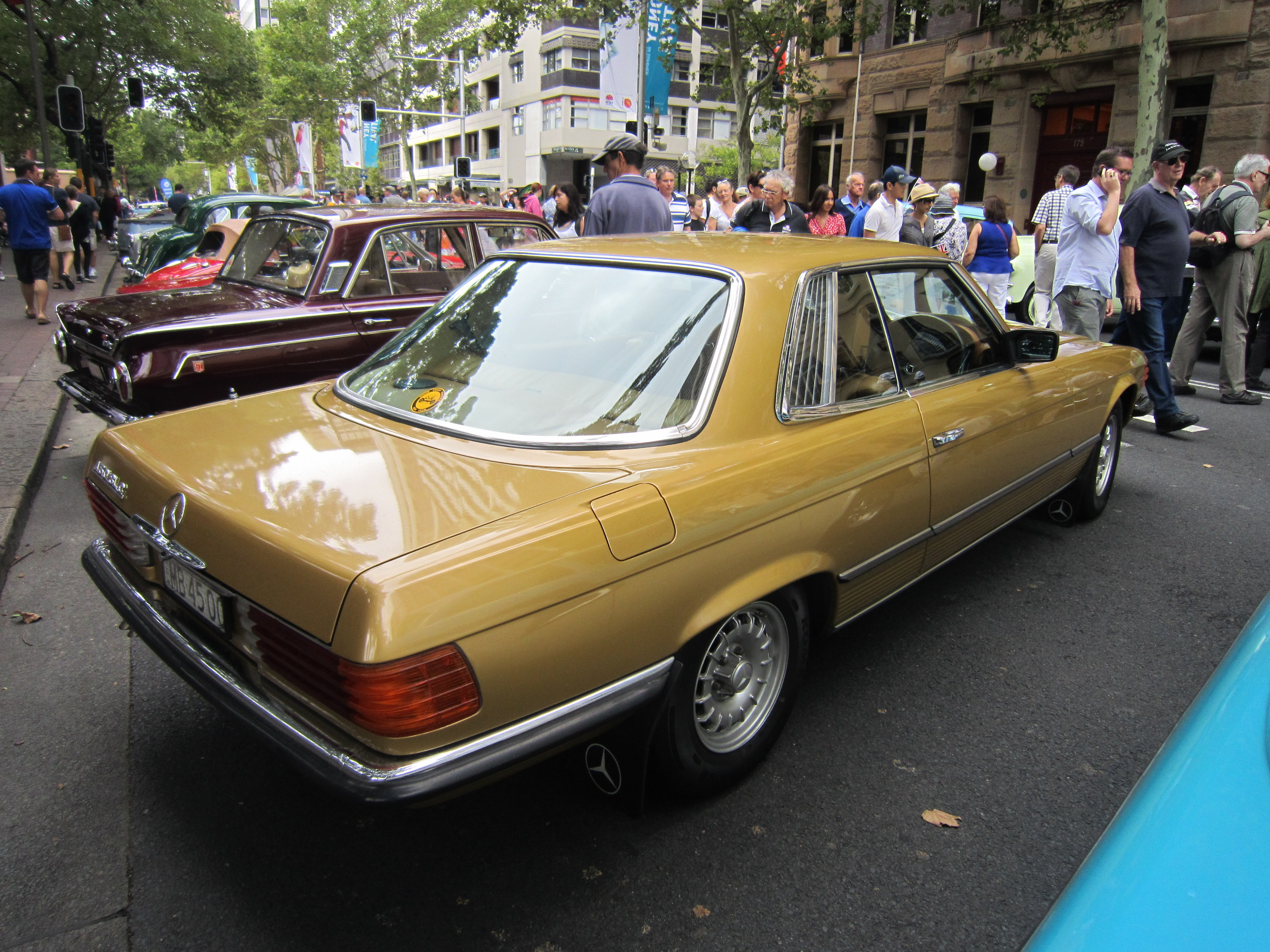
450 SLC, vue arrière (1977).
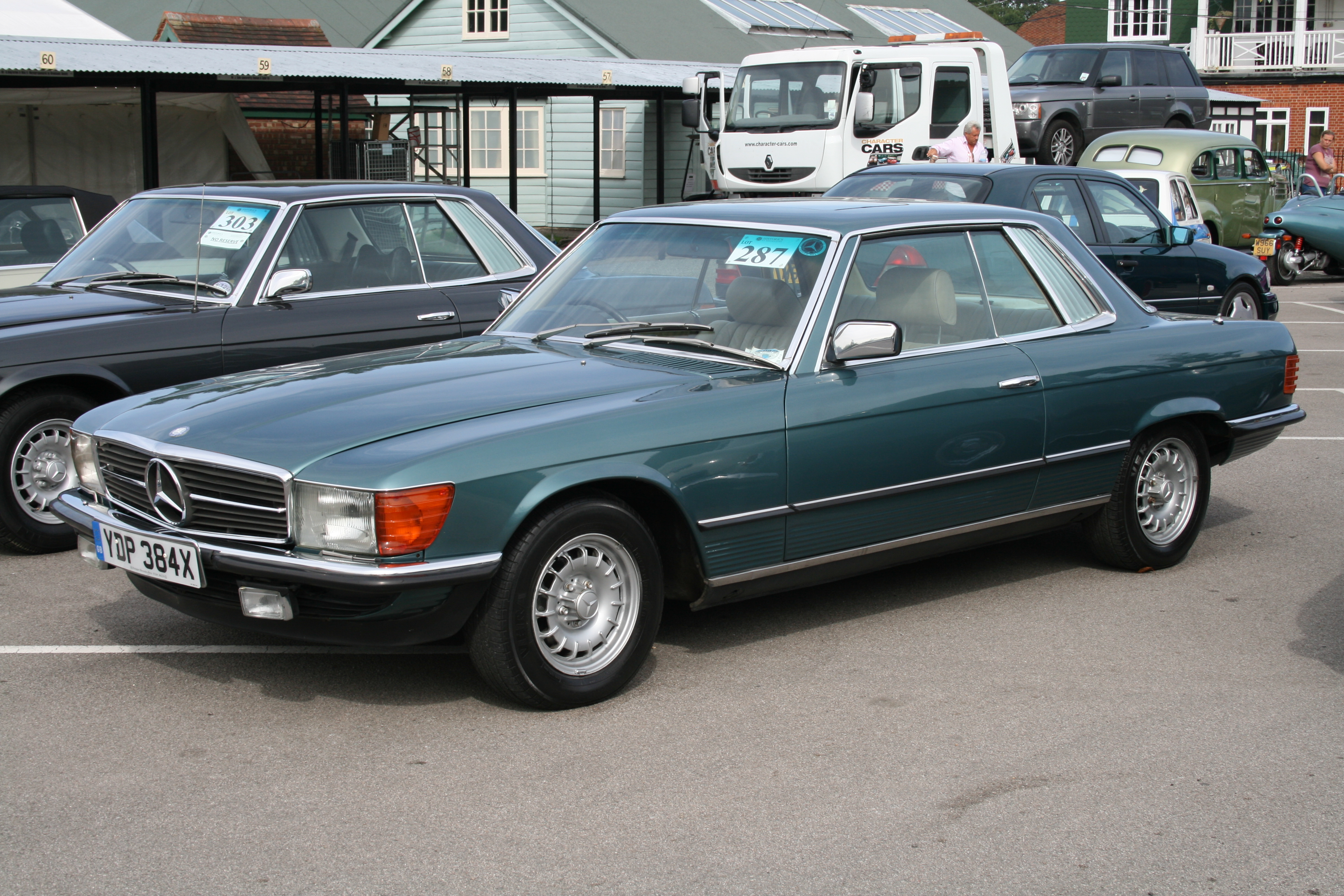
380 SLC (1981).
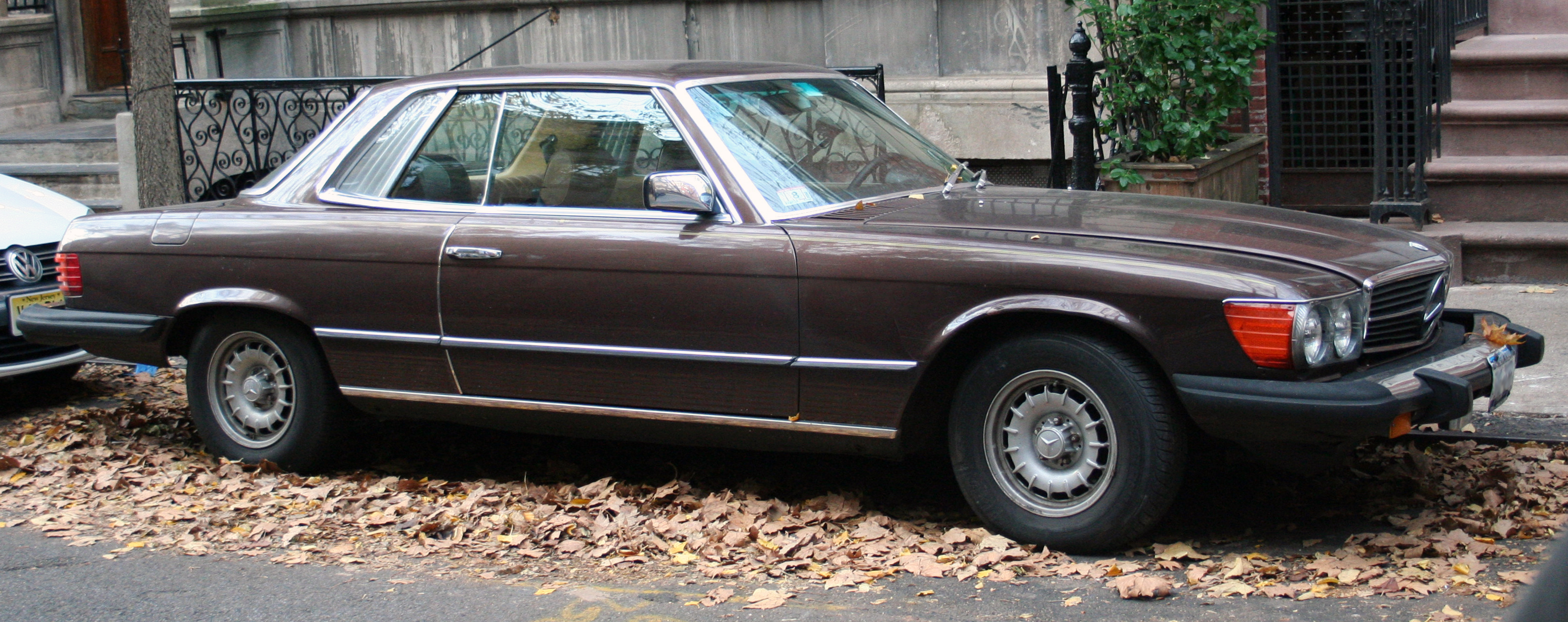
450 SLC version américaine (1980).
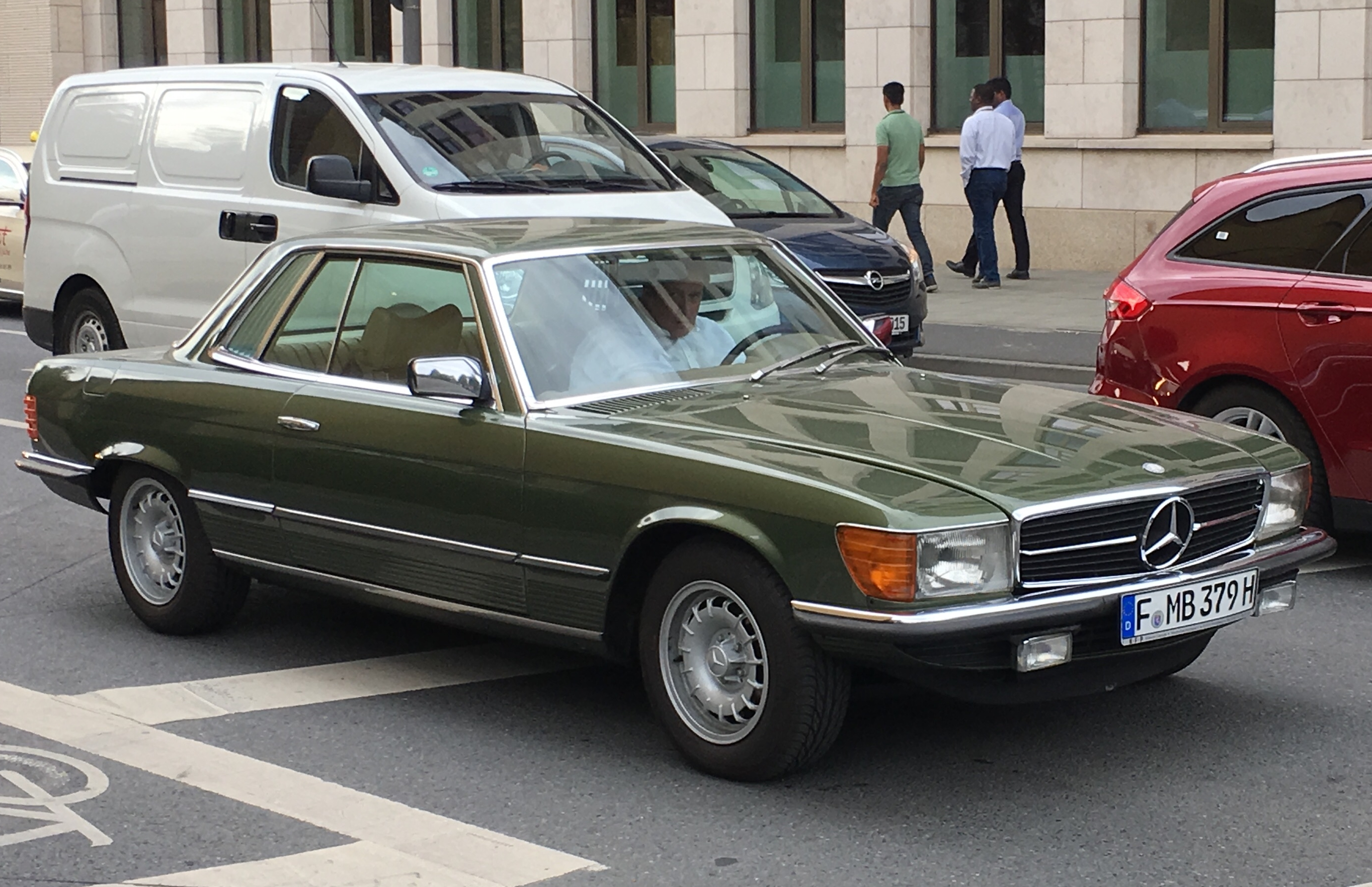
500 SLC (1980).
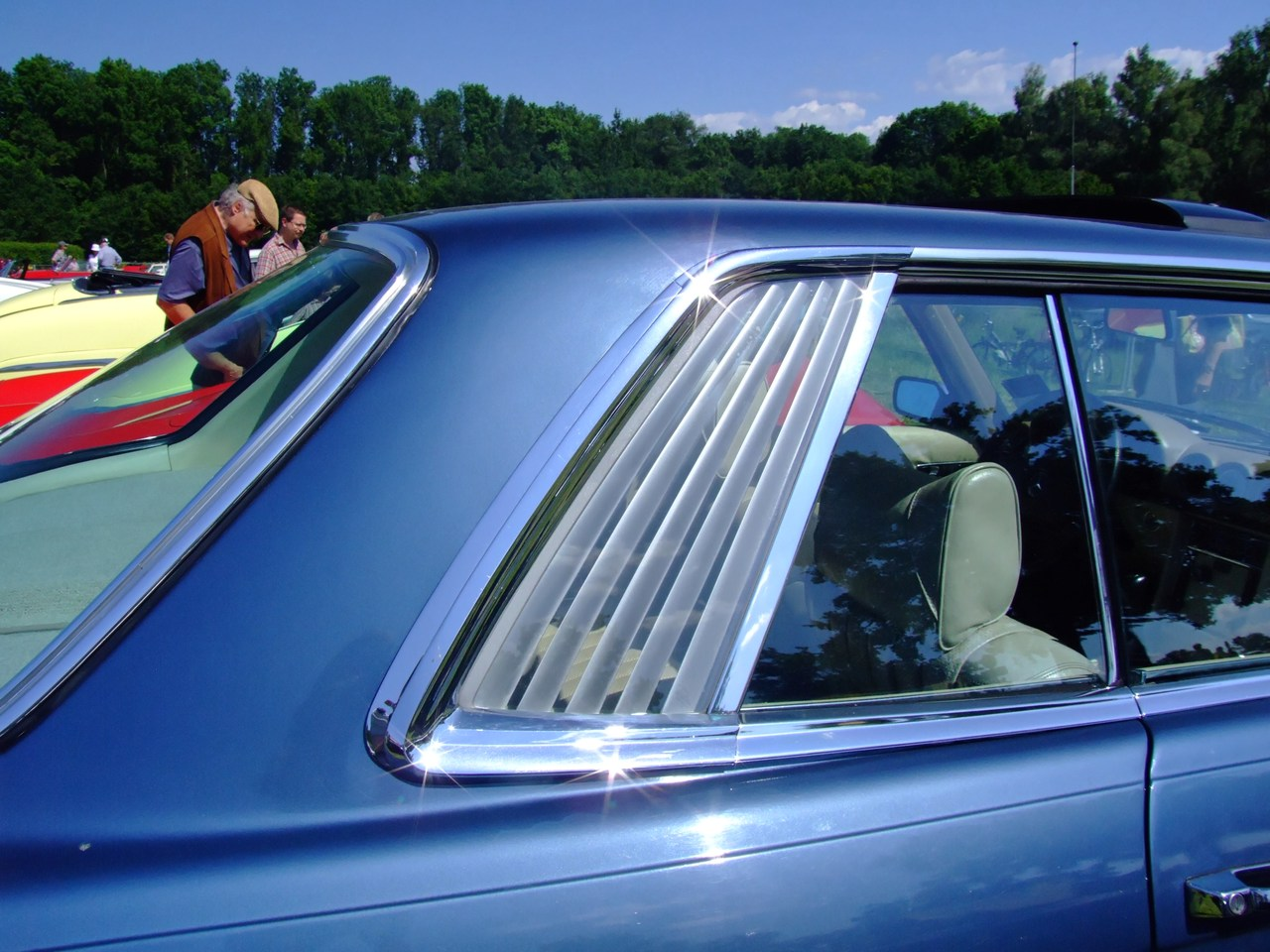
350 SLC, détail (1973).

### Équipements de sécurité et spéciaux

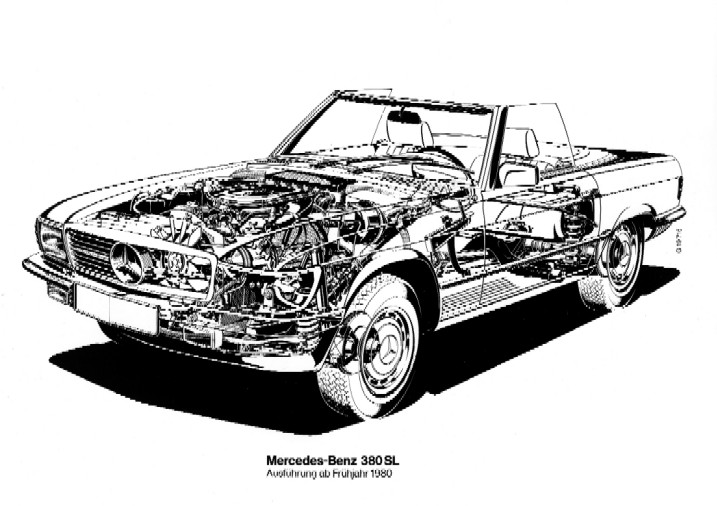
Dessin technique de la Mercedes-Benz 380 SL.

La nouvelle SL établit de nouvelles normes dans le domaine de la sécurité passive : le concept de sécurité de Béla Barényi avec des zones de déformation à l’avant et à l’arrière et l’habitacle rigide - le « principe des trois caissons » - se retrouve également dans la SL de 1971. Le bas de caisse de la R 107 n’était pas simplement un ensemble de plancher de berline raccourci et renforcé comme dans la prédécesseur, mais un système de plancher de cadre indépendant avec un tunnel de cardan fermé et des traverses longitudinaux en forme de boîte, dont la particularité était la feuille d’épaisseurs de métal différente et le comportement de déformation défini qui en résulte.
Comme la SL était censée être une voiture ouverte sans barre Targa, le seul potentiel de sécurité du roadster en cas de tonneau était les montants A et le pare-brise. Développés à partir de zéro, ils étaient 50 % plus résistants que ceux de la version précédente. De plus, le pare-brise était collé sur le cadre pour augmenter la résistance. Cela a entraîné une résistance considérable lors du test de chute sur le toit, ce qui signifie que la voiture ouverte était autorisée aux États-Unis même sans barre Targa. La lunette arrière du modèle à toit rigide était également collée.
Il y avait même des innovations tendance à l’intérieur. Le tableau de bord était résistant aux chocs et rembourré de mousse dans les zones supérieure et des genoux. Une autre nouveauté était le volant à quatre branches, construit sur la base des découvertes des chercheurs sur les accidents. Ce qui restait était l’absorbeur d’impact éprouvé ; mais la jante du volant, les quatre branches, la plaque de rembourrage et le moyeu sont en mousse de polyuréthane. Une colonne de direction télescopique de sécurité et le boîtier de direction situé derrière l’essieu avant complètent les mesures de sécurité sous la tôle. Les véhicules sont équipés de série de ceintures à trois points. Les serrures de porte ont également été repensées pour ne pas s’ouvrir d’elles-mêmes après un accident, mais elles peuvent toujours être ouvertes à la main.
La capote de la SL — la « plus rapide » de tous les cabriolets et roadsters — était facile à manœuvrer avec une construction d’une simplicité ingénieuse qui dispensait de tout automatisme. Comme sur les modèles précédents, elle disparaît sous une housse lorsqu’elle est rabattue. Lors de la livraison, un toit rigide était également compris, qui est recommandé pour une utilisation en hiver, qui peut être converti en quelques étapes simples et qui donne au roadster l’apparence d’un coupé.

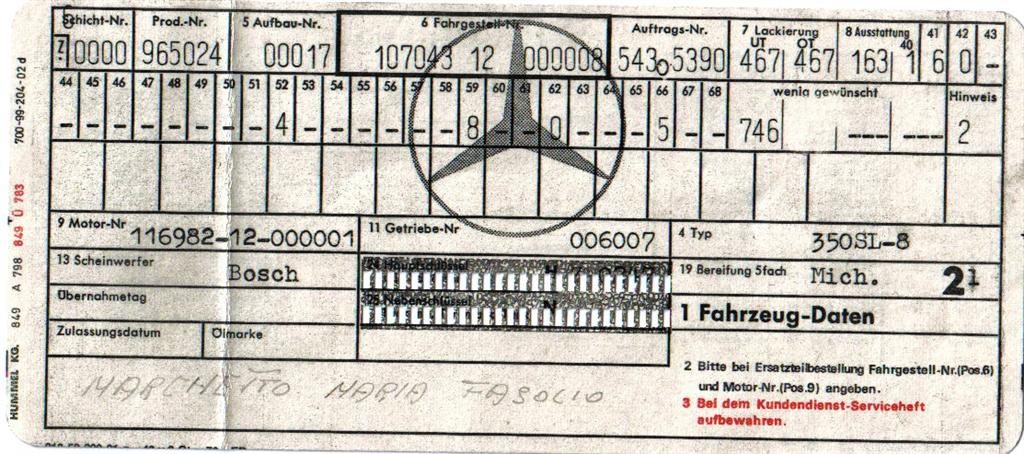
Fiche technique d’une des premières R 107.

Dès le début, les sièges étaient disponibles avec des appuie-tête et des ceintures de sécurité automatiques. Sur demande, au lieu du porte-bagages standard derrière les sièges, une sorte de « place assise » était disponible moyennant un supplément, mais cela n’était approuvé que pour les enfants jusqu’à 30 kg et elle était très exiguë.
Le chauffage à réaction spontanée, qui fonctionne indépendamment de la pression dynamique et qui est contrôlé par des volets, assure le bien-être, il est soutenu par un nouveau type de climatisation dans les portes. Un petit plus était la lampe de poche rechargeable intégrée dans la boîte à gants. Des panneaux anti-salissures sur les montants A et les rétroviseurs extérieurs permettent une bonne visibilité même par mauvais temps. Les essuie-glaces, qui sont disposés à proximité les uns des autres au milieu de la voiture, libèrent 70 % de la surface du pare-brise, ils sont positionnés de manière optimale dans le flux d’air et ne se soulèvent pas même à grande vitesse.
Au fil des années, la gamme d’équipements de sécurité passive et active n’a cessé de s’étoffer. À partir de 1980, il y avait l’ABS, et à partir de 1982, il y avait un coussin gonflable de sécurité (« airbag ») pour le conducteur. Comme d’habitude chez Mercedes-Benz, la liste des équipements supplémentaires était longue et pouvait rendre la voiture considérablement plus chère. Des vitres électriques aux sièges chauffants en passant par la climatisation et le téléphone de voiture du réseau B, de nombreuses choses étaient proposées en option.

### Modèles d’exportation

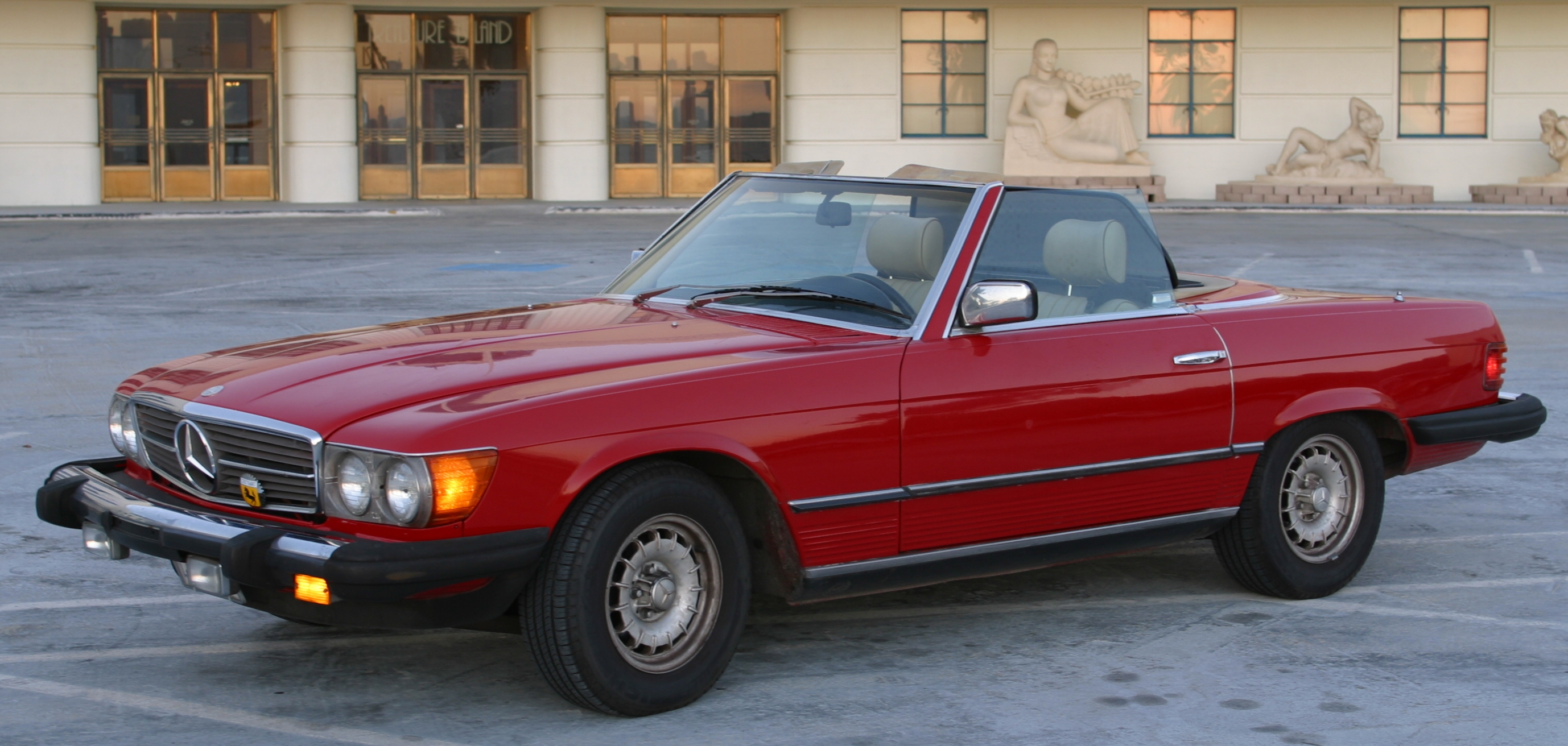
SL en version américaine.

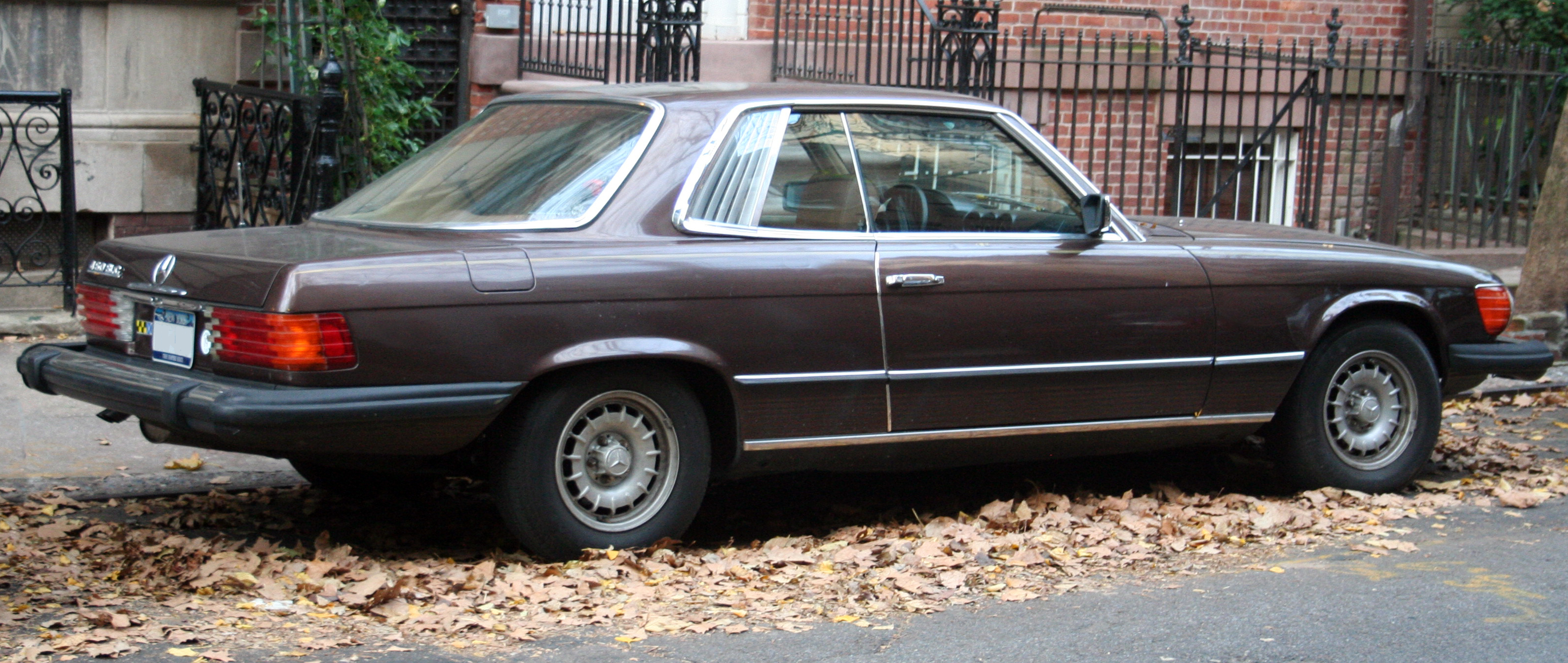
SLC en version américaine.

La 560 SL (1985-1989) a été conçue en tant que modèle d’exportation pour les marchés américain, australien et japonais et n’a jamais été officiellement proposée en Europe. En raison de réglementations plus strictes en matière de collision, qui stipulaient qu’il fallait qu’un véhicule survive à un impact inférieur à 8 km/h sans endommager la carrosserie, les versions américaines avaient des pare-chocs saillants typiques de l’époque, qui allongeaient la SL de 250 millimètres et qui augmentaient également la masse. Les « pare-chocs » des modèles américains, souvent qualifiés de laids, sont exempts de rouille.
Dans le cas de la 560 SL (version américaine), la plupart des pièces de carrosserie telles que le capot, les portes, les pare-chocs, le toit rigide, etc. sont également marquées du VIN (numéro d’identification/numéro de châssis du véhicule) d’origine du véhicule. À partir de là, des conclusions peuvent être tirées sur tout dommage ou accident antérieur. Les pièces remplacées sont marquées d’un « R » pour « replacement ».
Ces 560 versions américaines étaient livrées d’usine avec un équipement en grande partie complet. Le seul supplément optionnel disponible était les sièges chauffants. La 450 SLC 5.0 (500 SLC à partir de 1980) avait une particularité : les grands capots étaient en aluminium pour gagner du poids (entre autres à cause de l’utilisation prévue en rallye). Elle a également reçue de série un petit aileron arrière en caoutchouc - une nouveauté chez Daimler-Benz.
Les types 450 SLC 5.0 et 500 SLC ne diffèrent pas seulement par leur désignation : alors que l’ancienne 450 SLC 5.0 a une transmission automatique à trois vitesses avec des engrenages plus larges qui peuvent faire face au couple élevé, la 500 SLC, par ailleurs structurellement identique, était entraînée pour la première fois par une transmission automatique à quatre vitesses, qui ne pouvait être fabriquée qu’avec des matériaux et des procédés de fabrication améliorés.

## Technologie et innovation

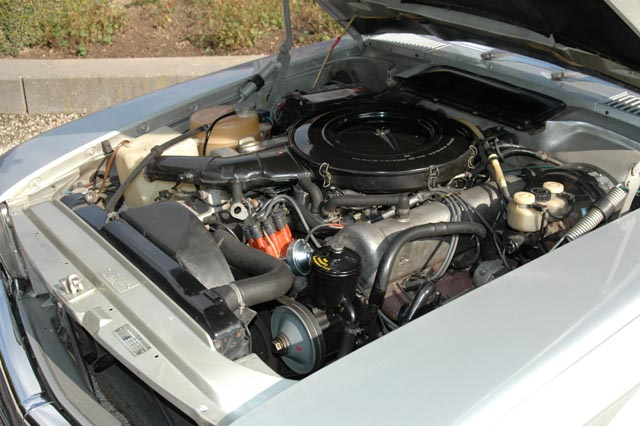
l’un des premiers moteurs M 117.

Certains des moteurs de la R 107 étaient de nouvelles conceptions. Les moteurs V8 ont été présentés en 1969 dans les grandes berlines (300 SE/L) et le moteur six cylindres en ligne M 110 dans la 280 SL (1974), des évolutions du moteur M 130 de la W 113. Le six cylindres en ligne possède une culasse à deux arbres à cames en tête et délivre 185 ch (177 ch entre 2/1976 et 4/1978). Les deux moteurs V8 étaient initialement (1971) de 3,5 litres (147 kW/200 ch, nom interne M 116) et également de 4,5 litres (225 ch, M 117) à partir de 1972.
Le moteur de 3,5 litres est le seul moteur huit cylindres d’après-guerre proposé par Daimler-Benz avec une transmission manuelle de série pendant toute sa période de production de 1969 à 1979. La transmission manuelle n’était donc pas disponible avec le moteur M 117 de 4,5 litres, qui n’a été livré qu’aux clients américains jusqu’en 1972. Au cours de la première année de production, la 350 SL était disponible avec, en option, une transmission automatique à 4 vitesses avec embrayage hydraulique, qui était familière aux modèles 3.5 des gammes W 108/109 et W 111.
Avec la W 108 (à partir de fin 1969) américaine, la technologie d’entraînement de la prochaine Classe S W 116, qui a été testée au préalable aux États-Unis, est désormais également disponible pour les modèles V8 de la Type 107. Aux États-Unis, les véhicules automatiques avec le moteur huit cylindres de 4,5 litres ont reçu un convertisseur de couple (avec une roue de déviation supplémentaire) et une boîte automatique à trois vitesses au lieu de l’embrayage Föttinger précédent (embrayage uniquement avec roue de turbine) avec boîte automatique à quatre vitesses. De nombreux clients à l’attitude classique se méfiaient de cette nouvelle technologie et préféraient une transmission manuelle. Aujourd’hui, les modèles Mercedes à moteurs huit cylindres avec boîte manuelle sont relativement rares et parfois convoités.
À la suite de la première crise pétrolière, vers 1974, les versions américaines de la 450 SL étaient parfois livrées avec un moteur à faible compression et seulement environ 175 ch. A cette époque, les SL livrées aux États-Unis avaient encore des pare-chocs courts comme les versions européennes. Plus tard, en raison de la modification de la législation américaine, des pare-chocs plus longs équipés d’éléments amortisseurs ont été installés, qui peuvent résisté à un impact jusqu’à 8 km/h sans dommages permanents à la carrosserie. L’extérieur de cette SL américaine est devenu connu sous le nom de « Dallas-Look » à travers la série télévisée. Les voitures réimportées des États-Unis sont parfois converties avec des phares et des pare-chocs européens, ce qui entraîne une pénurie de ces pièces. Depuis début 2016, ils ne sont plus guère disponibles, et lorsqu’un kit de conversion est proposé, le prix est élevé, généralement supérieur à 10 000 euros. Selon les lois de l’Union européenne, les longs pare-chocs américains peuvent rester, mais les inserts de phares « à faisceau scellé » doivent être remplacés par des unités d’éclairage avec des marques d’homologation de l’Union européenne.
Pendant toute la durée de vie de 18 ans de la R 107, les moteurs ont été adaptés à plusieurs reprises aux réglementations environnementales modifiées et ils ont été modifiés en termes de puissance ou de cylindrée parallèlement aux entraînements de la Classe S. Il y avait donc le coupé SLC, en tant que 450 SLC 5.0 de 1978, avec un V8 de cinq litres et 240 ch avec un bloc-cylindres en aluminium nouvellement conçu (par Alusil). En plus de la réduction de poids, une particularité était que l’appariement de friction en aluminium (sur le piston) était inversé pour le fer (dans le bloc-moteur) des pistons recouverts de fer. Le perçage d’un bloc d’aluminium nécessite un post-traitement spécial en cas de réparation, dans lequel les cristaux d’Alusil doivent être exposés à partir du matériau de base en aluminium avec un processus de gravure après traitement mécanique afin d’éviter l’usure. Ce moteur était également disponible dans le roadster à partir de 1980 en tant que 500 SL - aussi disponible avec un nouveau moteur huit cylindres avec boîte de vitesses automatique à quatre vitesses. La 450 SLC 5.0 a trois vitesses, la 500 SLC en a quatre.

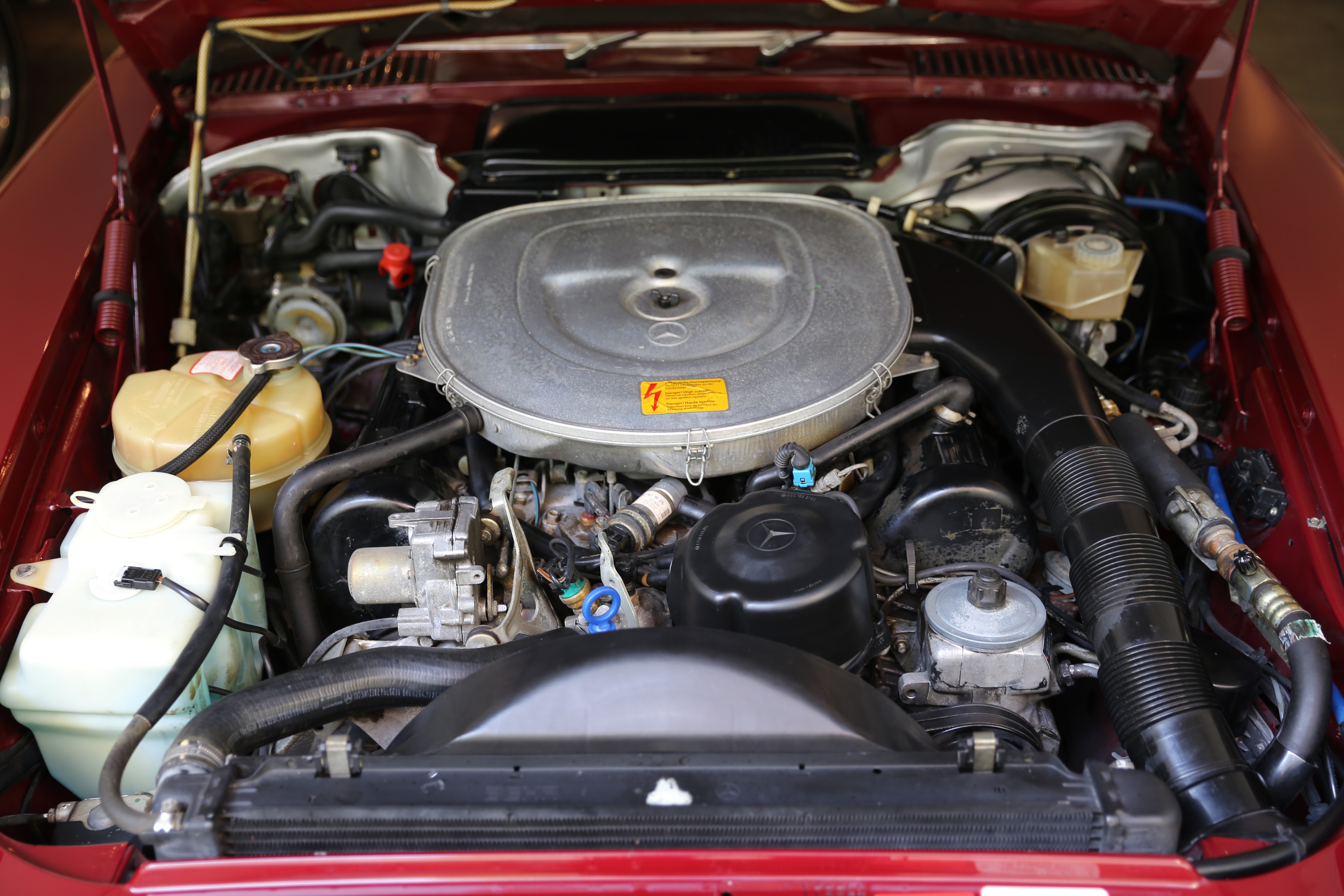
Moteur M 117.

1985 a vu la révision la plus complète de la R 107 : un nouveau moteur six cylindres en ligne de trois litres (M 103) et 188 ch dans la 300 SL et le moteur M 116 de 218 ch, alésé de 3,8 à 4,2 litres (420 SL). Un convertisseur catalytique était également possible à la livraison. Le moteur de 4,2 litres a été modifié en course et en alésage après une courte période de construction. Le convertisseur catalytique était installé de série en 1986 et était obligatoire à partir de 1989. Les versions sans convertisseur catalytique sont restées disponibles jusqu’en 1989 et ont été appelées versions RÜF à partir de 1987 (véhicule de rattrapage ; un véhicule dont le convertisseur catalytique pouvait également être retiré si nécessaire dans les pays à essence au plomb).
Contrairement à de nombreuses opinions, l’« exotique » 560 SL Type 107 n’était plus faiblement compressée à partir de 1985 en raison de la qualité de l’essence désormais améliorée aux États-Unis. Avec une cylindrée de 5 547 cm3 et 170 kW (231 ch), elle n’était que légèrement plus faible que le modèle européen le plus haut de gamme, qui n’était pas proposé en Amérique. La puissance du moteur de la 500 SL sans pot catalytique a été portée à 180 kW (245 ch ; 165 kW (223 ch) avec pot catalytique) la même année, ce qui en fait le modèle le plus puissant depuis le début de la production de la Type 107 en 1971. Cependant, la 560 SL a un rapport de démultiplication final plus court que celui de la 420 SL. La 560 SL était très populaire aux États-Unis, ce qui a également été prouvé par les chiffres de vente. Cette version haut de gamme était le seul modèle à avoir une protection contre les chocs aux genoux comme norme de sécurité supplémentaire et une protection contre les chocs latéraux avec des renforts dans les portes.
Fondamentalement, chaque R 107 peut être équipée de tous les moteurs disponibles dans les berlines grâce au système modulaire. Une 560 SL de 300 ch avec les moteurs ECE des berlines W 126 et des coupés des modèles 560 SE/L ou 560 SEC disponibles en Europe est donc techniquement facile à mettre en œuvre - bien qu’elle ne soit alors plus d’origine. Dans des cas individuels, des conversions ont été effectuées sur presque toute la gamme de moteurs - du moteur diesel cinq cylindres OM 617 de 80 ch à l’installation du moteur M 100 de 6,9 litres de la 450 SEL 6.9, presque tous les moteurs des voitures Mercedes-Benz contemporaines peuvent également être trouvés sporadiquement dans la R 107 et la C 107.

## La SLC dans le sport automobile

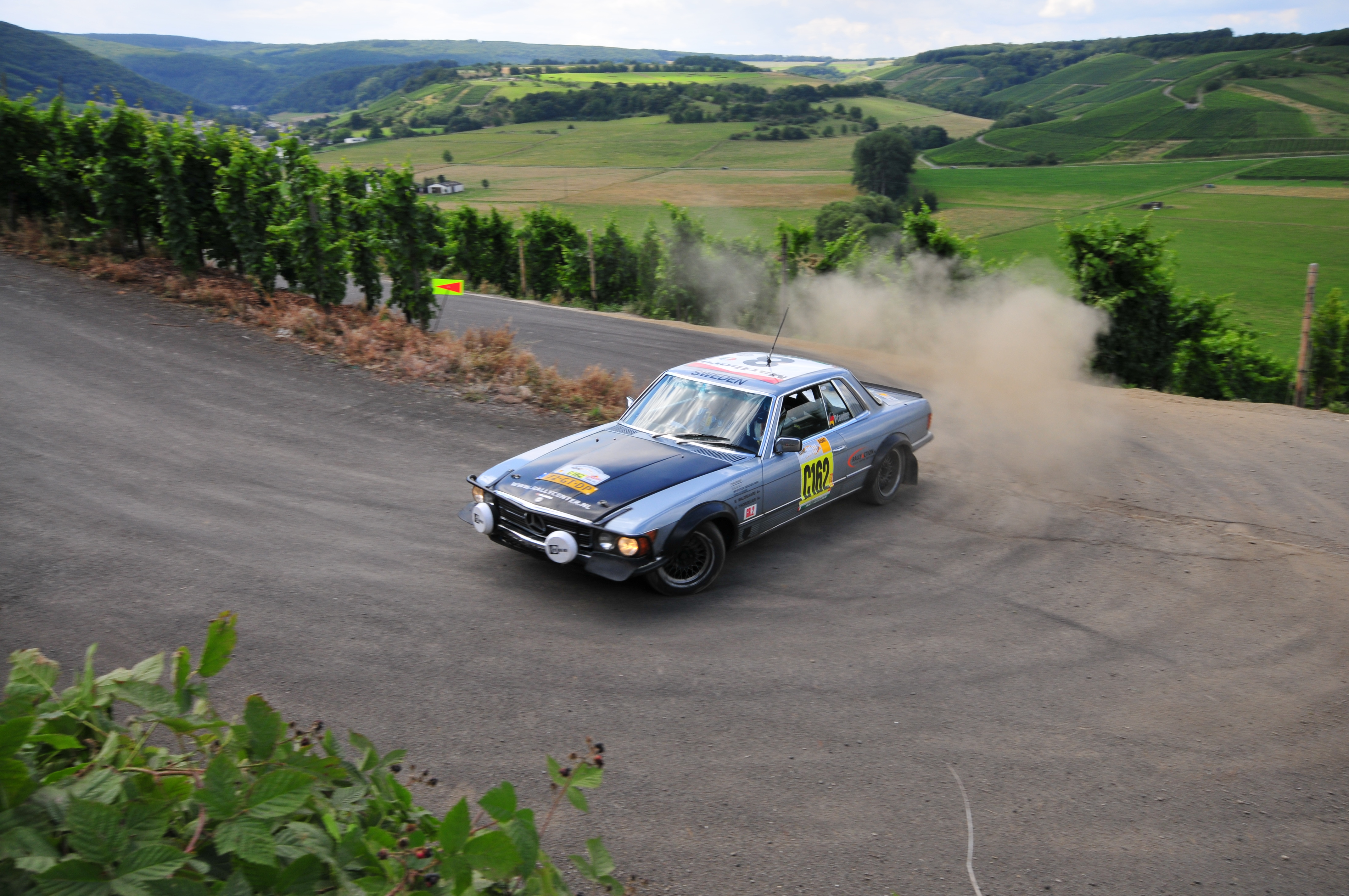
SLC en rallye.

Le Rallye-marathon Londres-Sydney a été pour Daimler-Benz en 1977, après une longue pause dans le sport automobile, un premier grand succès dans l’engagement renouvelé pour le sport avec les première, deuxième, sixième et huitième places. Après l’accident catastrophique des 24 Heures du Mans 1955, Mercedes-Benz avait complètement arrêté toutes activités de sport automobile. Pour les activités à venir en 1978, la 280 E et la 450 SLC 5.0 sont remises en cause. Les véhicules correspondaient en grande partie à la série et donc à la réglementation. Elles n’ont été améliorées qu’avec des feux de route supplémentaires, des grilles de phares, une carrosserie surélevée, des sièges baquets, une cage de sécurité, des pompes à carburant supplémentaires et un tripmaster. L’équipe a concouru sous la direction d’Erich Waxenberger.
Le premier défi fut la « Vuelta a la Americana Sud », un gigantesque rallye de près de 30 000 kilomètres à travers dix pays d’Amérique du Sud du 17 août au 24 septembre 1978. Les cinq premières places sont allées à Mercedes-Benz, avec la 450 SLC 5.0 aux première, deuxième et quatrième places, et la 280 E aux troisième et cinquième places. Suit le Rallye Safari 1979 qui, après de nombreuses pannes et casses, se solde par une deuxième et une sixième place pour la 450 SLC 5.0 et une quatrième place pour la 280 E.
Le Rallye de Côte d'Ivoire 1979 (rallye du Bandama) à travers les savanes ivoiriennes sur 5 600 kilomètres s’achève par une quadruple victoire de l’équipage de Mercedes-Benz. Hannu Mikkola devant Björn Waldegård, Andrew Cowan et Vic Preston. Le résultat de 1972 a montré à quel point ce rallye était difficile : à cette époque, aucune voiture n’atteignait la ligne d’arrivée, donc il n’y avait pas de vainqueur.
En 1980, la 450 SLC 5.0 a été révisée à nouveau, allégée et préparée pour des pneus de plus en plus larges avec des passages de roue et des élargisseurs d’ailes plus grands. Les quatrième et cinquième places ont été obtenues au Rallye du Portugal du 4 au 9 mars. Le Rallye Safari 1980 au Kenya s’est soldé par une troisième, sixième et dixième place pour Mercedes-Benz. Le rallye de l'Acropole s’est déroulé du 24 au 30 mai, au cours duquel Dieter Glemser avait réalisé au moins un placement 15 ans auparavant. Cette fois, c’était juste assez pour une place arrière. Des freins défaillants, des pierres qui tordaient la direction, des conduites de carburant cassées et des bouchons d’essence perdus avaient fait reculer les pilotes d’usine de Mercedes.
Au rallye Codasur en Argentine du 19 au 25 juillet, une seule équipe a terminé et pris la deuxième place. La participation renouvelée au rallye de Côte d'Ivoire en décembre s’est soldée par une double victoire, cette fois Björn Waldegård devant Jorge Recalde au volant d’une Mercedes-Benz SLC 500. 50 % des SLC qui ont commencé avaient atteint la ligne d’arrivée sans blessure : dans ce rallye, qui avait une longueur totale de 5 336 kilomètres et seulement 792 kilomètres de route goudronnée, c’était un chef-d’œuvre - et le dernier, car Daimler-Benz s’est retiré du rallye à la fin de la saison 1980.

### Caractéristiques techniques
Le poids devait être économisé pour les modèles de sport automobile. La SLC a reçu une carrosserie en tôle d’acier plus mince, des portes et un capot en aluminium et un bloc-moteur en alliage métallique léger, ce qui a permis de réduire le poids de 115 kg. Les omissions à l’intérieur ont permis d’économiser 140 kg supplémentaires. À noter que les véhicules étaient équipés de et conservés la climatisation, ce que les pilotes ont apprécié. Une plaque en aluminium de 8 mm d’épaisseur, continue depuis l’avant jusqu’à l’arrière, a été installée sur le soubassement pour protéger les suspensions de roues et les agrégats. Après ces mesures, le poids à vide était de 1 380 kg, le poids opérationnel incluant le conducteur, les pièces de rechange, l’essence et l’eau douce était finalement de 1 670 kg. Avec un réservoir plein (120 litres), la répartition de la charge par essieu était de 45 % à l’avant et de 55 % à l’arrière. Le moteur développait 300 ch et transmettait la puissance via une transmission automatique légèrement adaptée à l’application ; l’essieu arrière a un blocage de différentiel. Le reportage de 1979 sur le véhicule de rallye dans le magazine Auto, Motor und Sport a été rédigé par Norbert Haug, qui est devenu plus tard responsable du sport automobile.
Felix Wankel avait une R 107 argentée équipée d’un moteur M 950 F de Daimler-Benz AG à quatre rotors Wankel. Les caractéristiques extérieures distinctives sont un aileron avant peint en rouge sous le pare-chocs et le lettrage « Wankel » en relation avec une représentation schématique d’un moteur rotatif sur le couvercle du coffre. Le moteur a un volume de chambre de 600 cm3 par disque (cylindrée équivalente à 4 800 cm3), une injection directe d’essence Bosch via une pompe mécanique à quatre pistons, il délivre 320 ch (235 kW) à 6 500 tr/min et il délivre un couple de 380 Nm à 4 000 tr/min. La puissance inférieure par rapport au moteur de la C 111 peut s’expliquer par le fait que le conduit d’admission et le système d’échappement ont dû être adaptés individuellement en raison de l’installation dans le modèle R 107, ce dernier provient de la 300 SEL 6.3, avec une légère modification.
Le moteur permet une vitesse de pointe de 240 km/h, les valeurs d’accélération sont de 6,9 s pour le 0 à 100 km/h et de 25,9 s pour le 0 à 200 km/h. Le véhicule est équipé d’une boîte de vitesses manuelle à quatre rapports ; la masse du véhicule est de 1 530 kg. Le moteur à rotors Wankel pèse à lui seul 180 kg, soit 60 kg de moins qu’un moteur V8 M 116 de 3,5 litres. Autre particularité supplémentaire, le véhicule dispose de plusieurs instrumentations supplémentaires sur la console centrale, dont un compteur horaire. Le véhicule était temporairement exposé au Museum Autovision à Altlußheim.

## Production R 107
| Année  | 1970 | 1971 | 1972  | 1973  | 1974 | 1975 | 1976 | 1977  | 1978 | 1979  | 1980  |
| ------ | ---- | ---- | ----- | ----- | ---- | ---- | ---- | ----- | ---- | ----- | ----- |
| 280 SL | 0    | 0    | 0     | 0     | 297  | 1020 | 1099 | 1347  | 1536 | 2155  | 2429  |
| 350 SL | 3    | 4802 | 4778  | 1647  | 574  | 390  | 540  | 650   | 743  | 934   | 243   |
| 380 SL | 0    | 0    | 0     | 0     | 0    | 0    | 0    | 0     | 0    | 0     | 3347  |
| 450 SL | 0    | 2131 | 7473  | 8654  | 6093 | 6011 | 6625 | 8110  | 7434 | 8184  | 5583  |
| 500 SL | 0    | 0    | 0     | 0     | 0    | 0    | 0    | 0     | 0    | 0     | 501   |
| total  | 3    | 6933 | 12251 | 10301 | 6964 | 7421 | 8264 | 10107 | 9713 | 11273 | 12103 |

| Année  | 1981  | 1982  | 1983  | 1984  | 1985  | 1986  | 1987  | 1988  | 1989 | total  |
| ------ | ----- | ----- | ----- | ----- | ----- | ----- | ----- | ----- | ---- | ------ |
| 280 SL | 2628  | 3165  | 3393  | 3529  | 2838  | 0     | 0     | 0     | 0    | 25436  |
| 350 SL | 0     | 0     | 0     | 0     | 0     | 0     | 0     | 0     | 0    | 15304  |
| 380 SL | 9470  | 9926  | 11198 | 11115 | 8144  | 0     | 0     | 0     | 0    | 53200  |
| 450 SL | 0     | 0     | 0     | 0     | 0     | 0     | 0     | 0     | 0    | 66298  |
| 500 SL | 899   | 1297  | 1563  | 1793  | 2719  | *     | *     | *     | *    | 11817  |
| 300 SL | 0     | 0     | 0     | 0     | 1356  | *     | *     | *     | *    | 13443  |
| 420 SL | 0     | 0     | 0     | 0     | 215   | *     | *     | *     | *    | 2147   |
| 560 SL | 0     | 0     | 0     | 0     | 3907  | *     | *     | *     | *    | 49641  |
| total  | 12997 | 14388 | 16154 | 16437 | 19179 | 20314 | 19278 | 15341 | 7865 | 237287 |

Les chiffres de production varient selon la source.